# Indo-islamische Architektur
Als indo-islamische Architektur wird die islamische Architektur des indischen Subkontinents bezeichnet, insbesondere auf dem Gebiet der heutigen Staaten Indien, Pakistan und Bangladesch. Obwohl der Islam bereits im frühen Mittelalter an der Westküste sowie im äußersten Nordwesten des Subkontinents Fuß gefasst hatte, begann die eigentliche Phase der indo-islamischen Bautätigkeit erst mit der Unterwerfung der nordindischen Gangesebene durch die Ghuriden im späten 12. Jahrhundert. Sie hat ihren Ursprung in der Sakralarchitektur des muslimischen Persien, die zahlreiche stilistische und bautechnische Neuerungen mit sich brachte, zeigt aber von Beginn an indischen Einfluss in Steinbearbeitung und Bautechnik. In der frühen Neuzeit verschmolzen persische und indisch-hinduistische Elemente endgültig zu einer eigenständigen, von den Stilen des außerindischen Islam klar abgrenzbaren architektonischen Einheit. Mit dem Niedergang der muslimischen Reiche und dem Aufstieg der Briten zur unangefochtenen Vormacht auf dem Subkontinent im späten 18. und frühen 19. Jahrhundert hörte die Entwicklung der indo-islamischen Baukunst auf. Einzelne architektonische Elemente fanden Eingang in den eklektischen Kolonialstil Britisch-Indiens, bisweilen auch in die moderne islamische Architektur der Staaten Südasiens.
Als Hauptstile lassen sich in Nordindien die von der jeweils herrschenden Dynastie beeinflussten Stile des Sultanats von Delhi ab dem späten 12. Jahrhundert und der Stil des Mogulreiches ab der Mitte des 16. Jahrhunderts unterscheiden. Parallel dazu entwickelten sich verschiedene Regionalstile in kleineren islamischen Reichen, besonders auf dem Dekkan, die vom 14. Jahrhundert an ihre Unabhängigkeit von einem der beiden nordindischen Großreiche hatten erlangen können. Gemeinsam ist allen Stilen eine weitgehend an persischen und zentralasiatischen Vorbildern orientierte Konzeption und eine je nach Epoche und Region verschieden stark ausgeprägte Indisierung des Dekors und der Bautechnik.
Einen Überblick über die gesamte Architekturgeschichte Indiens bietet der Artikel „Indische Architektur“. Wichtige Fachbegriffe sind im Glossar der indischen Architektur kurz erklärt.

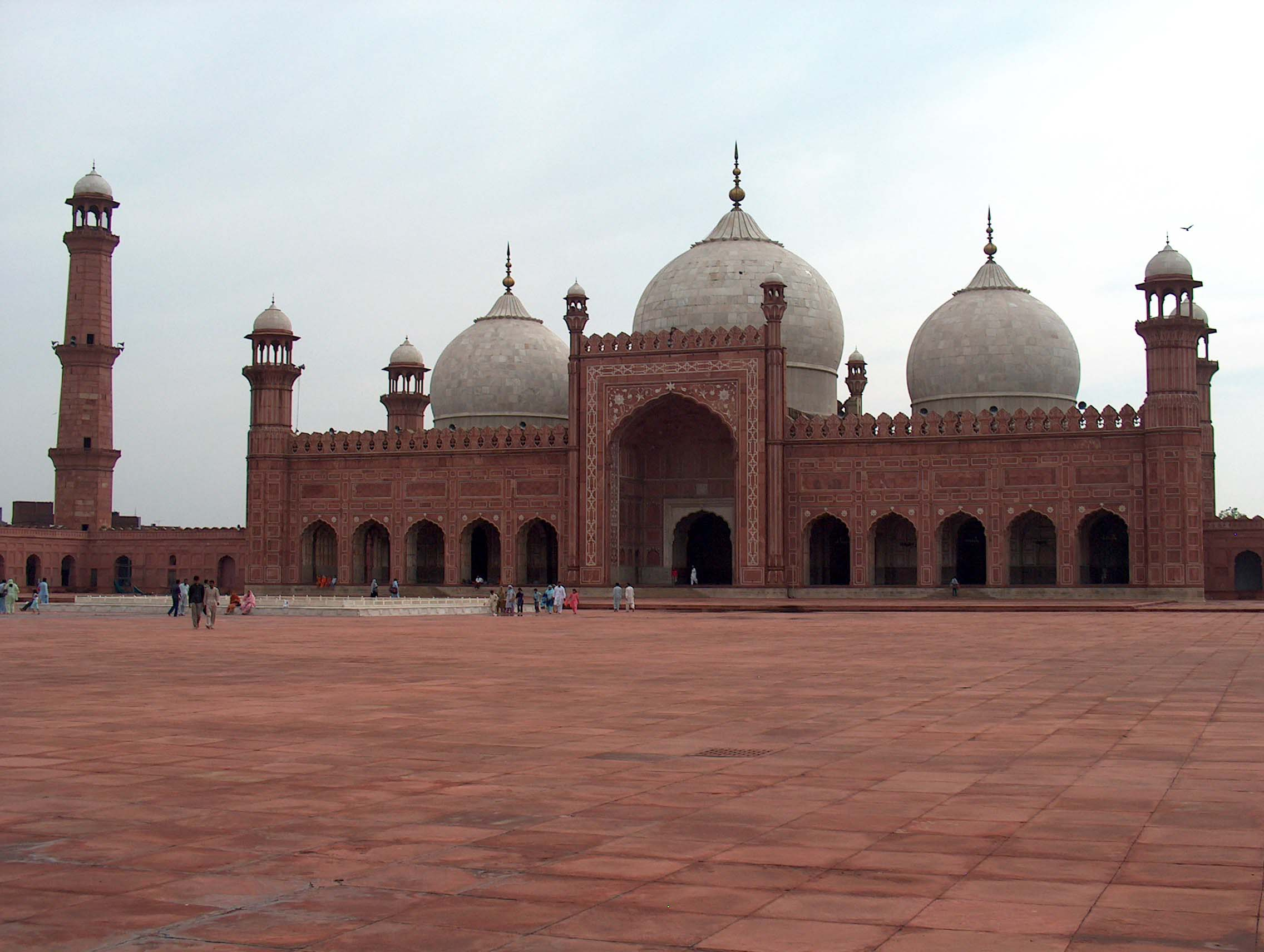
Badshahi-Moschee in Lahore (Punjab, Pakistan)

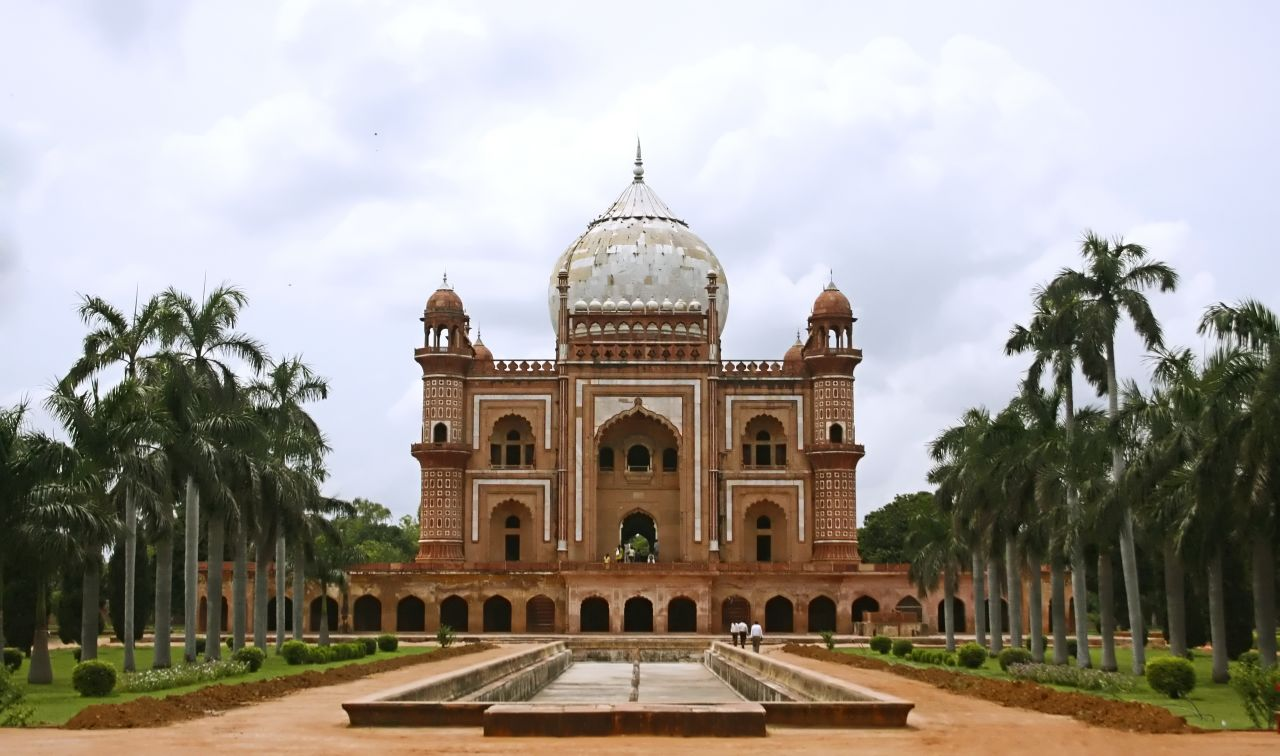
Safdarjung-Mausoleum in Delhi (Nordindien)

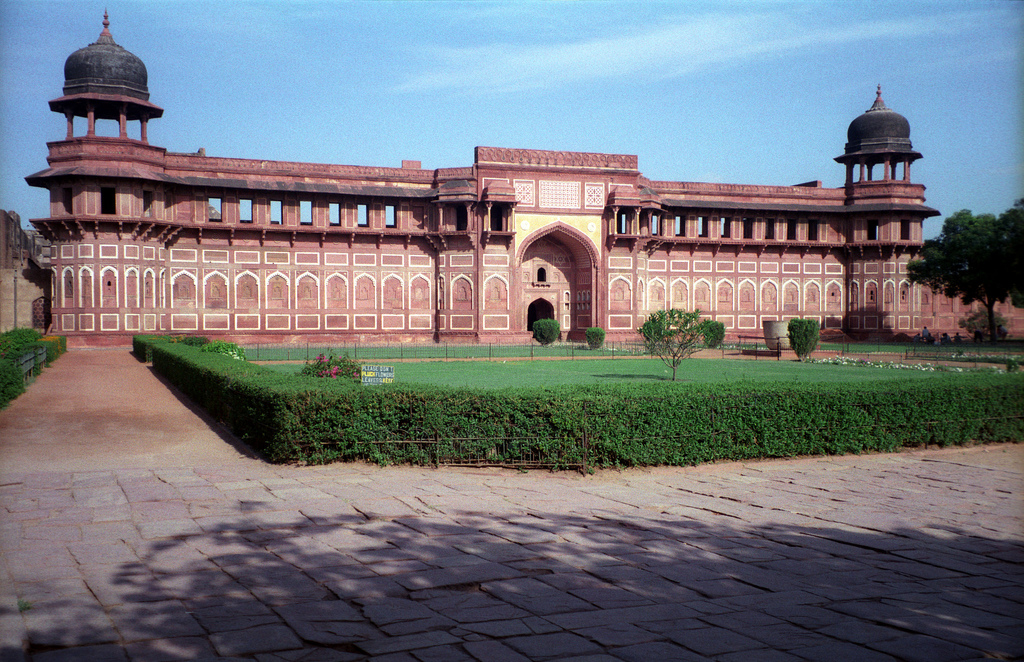
Jahangiri Mahal, indo-islamischer Palast im Roten Fort von Agra (Uttar Pradesh, Nordindien)

## Grundlagen

### Historischer Hintergrund
Der Islam gelangte bereits im 7. Jahrhundert durch Handelskontakte zwischen Arabien und der indischen Westküste auf den indischen Subkontinent, blieb aber zunächst auf die Malabarküste im äußersten Südwesten beschränkt. Im frühen 8. Jahrhundert drang erstmals ein islamisches Heer unter Führung des arabischen Feldherrn Muhammad bin Qasim in den Sindh (heute Pakistan) vor. Jahrhundertelang bildete der Indus die östliche Grenze des islamischen Machtbereichs. Erst Mahmud von Ghazni fiel zu Beginn des 11. Jahrhunderts in den Punjab ein, von wo aus er zahlreiche Plünderungsfeldzüge gegen das nördliche Indien unternahm. Um die Wende vom 12. zum 13. Jahrhundert gelangte schließlich die gesamte Gangesebene bis nach Bengalen unter die Kontrolle der persischen Ghuriden-Dynastie. Damit begann die eigentliche islamische Epoche in Indien. 1206 entstand das Sultanat von Delhi, bis ins 16. Jahrhundert hinein der bedeutendste islamische Staat auf indischem Boden. Das Sultanat reichte zeitweise bis ins zentralindische Hochland von Dekkan, wo sich ab dem 14. Jahrhundert eigenständige islamische Staatswesen herausbildeten. Weitere islamische Reiche entstanden im 14. und 15. Jahrhundert in Randregionen des schwächelnden Delhi-Sultanats; die bedeutendsten waren Bengalen im Osten Indiens, Malwa in Zentralindien sowie Gujarat und Sindh im Westen.
1526 errichtete der aus dem heutigen Usbekistan stammende Herrscher Babur im Norden Indiens das Mogulreich, das nach und nach alle anderen muslimischen Staaten des Subkontinents unterwarf, bis ins 18. Jahrhundert als Hegemonialmacht die Geschicke Indiens bestimmte und danach in zahlreiche de facto unabhängige Staaten zerfiel. Die letzten islamischen Dynastien unterlagen im 19. Jahrhundert der aufstrebenden britischen Kolonialmacht. Sie gingen entweder in Britisch-Indien auf oder bestanden als teilsouveräne Fürstenstaaten bis zur Unabhängigkeit Indiens und Pakistans im Jahre 1947.

### Begegnung muslimischer und indisch-hinduistischer Architektur
Für die Architekturgeschichte bedeutete der Beginn der islamischen Epoche in Indien einen radikalen Einschnitt: In den nordindischen Ebenen wurden alle bedeutenden hinduistischen, buddhistischen und jainistischen Heiligtümer mit figürlichen Darstellungen von den muslimischen Eroberern zerstört, sodass heute, wenn überhaupt, nur noch Ruinen von der vorislamischen Baukunst der Gangesebene zeugen. Der bereits seit Jahrhunderten geschwächte Buddhismus verschwand vollkommen aus Indien, und mit ihm erlag auch die buddhistische Bautätigkeit endgültig. Hinduistische und jainistische Bautraditionen wurden im muslimischen Herrschaftsbereich nachhaltig unterbunden; sie überlebten aber in Südindien, im Hochland von Dekkan und in den an die nordindischen Ebenen grenzenden Randregionen des Subkontinents.
Zugleich brachte der Islam neue Bauformen, allen voran die Moschee und das Grabmal, sowie bis dato unbekannte oder kaum genutzte Bautechniken, darunter den echten Bogen und das echte Gewölbe, aus Vorderasien nach Indien, wo diese durch die einheimische Handwerkskunst bereichert wurden. Die Grundkonzeption der islamischen Architektur ist konträr zu jener der Sakralbaukunst der indischen Religionen: Während letztere kosmologische und theologische Vorstellungen in Form einer komplexen Symbolsprache und Ikonografie widerspiegelt, kommt die islamische Baukunst ganz ohne transzendentale Bezüge aus; sie richtet sich allein nach zweckmäßigen und ästhetischen Überlegungen. Gleichwohl standen die grundverschiedenen Glaubensauffassungen der Hindus und Muslime einer fruchtbaren künstlerischen Zusammenarbeit bzw. einem kulturellen Austausch nicht im Wege, sodass sich eine spezifisch indische Ausprägung der islamischen Architektur etablieren konnte, die einige der bedeutendsten Baudenkmäler des Subkontinents hervorgebracht hat. So wurden allgemeine Merkmale der persisch-islamischen Baukunst – maßgeblich die bevorzugte Verwendung von Bögen zur Überspannung von Öffnungen, Kuppeln und Gewölben als Raumabschluss sowie senkrechten Außenfassaden mit flächigem Dekor − in unterschiedlichem Maße, je nach Epoche und Region, von traditionell hinduistischen Bauweisen – darunter Stürze und Kragbögen, Flach- und Laternendecken sowie plastischer Wandschmuck − überlagert. Auch die Profanarchitektur im hinduistischen Nord- und Westindien und die Sakralarchitektur der im 16. Jahrhundert als Reformbewegung aus dem Hinduismus entstandenen Religion der Sikhs besitzen deutlichen indo-islamischen Charakter.

### Baumaterial
Wie bereits in vorislamischer Zeit wurde für bedeutende Bauwerke vorwiegend Haustein verwendet, der trocken verlegt wurde. Im Norden Indiens dominiert Sandstein, dessen Farbe je nach Region stark variiert. Für die westliche Gangesebene ist roter Sandstein typisch, während in anderen Regionen braun- und gelbfarbene Sorten dominieren. Weißer Marmor wurde für dekorative Zwecke genutzt; die Moguln ließen in ihrer Blütezeit im 17. Jahrhundert auch ganze Bauvorhaben in Marmor ausführen. Auf dem Dekkan war grauer Basalt der bevorzugte Baustoff. In den Schwemmlandebenen Bengalens und des Sindh, in denen Naturstein kaum vorkommt, herrschen Backsteinbauten aus gebrannten Lehmziegeln und Mörtel vor. In Gujarat finden sich Naturstein- neben Ziegelbauwerken.
Große Kuppeln und Gewölbe aus Hau- oder Backstein erhielten durch zementartig feste, schnell abbindende Kalkmörtel eine hohe Stabilität. Auch wurden Decken- und Dachkonstruktionen mit einer Mörtelschicht abgedichtet, um das Eindringen von Wasser und Pflanzenbewuchs zu verhindern.

### Bautechnik

#### Bögen und Stürze

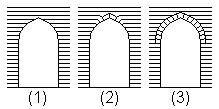
Entwicklung vom Krag- zum echten Bogen: (1) Kragbogen nach Hindu-Bauart; (2) Kragbogen mit im Scheitelbereich verzogenen Fugen; (3) echter Bogen

Das wichtigste Merkmal der indo-islamischen Architektur, der Bogen, wurde zunächst in althergebrachter Hindu-Bauweise als falscher Bogen aus aufeinander geschichteten, auskragenden Steinen errichtet, der jedoch keinen größeren Zugbeanspruchungen standhalten kann. Um die statischen Eigenschaften zu verbessern, gingen hinduistische Handwerker beim Bau der Quwwat-ul-Islam-Moschee in Delhi im frühen 13. Jahrhundert dazu über, die Fugen zwischen den Steinen im oberen Bereich des Bogens senkrecht zur Bogenlinie zu verziehen. Auf diesem Wege gelangten sie schließlich zum echten Bogen mit radial verlegten Steinen. Die beliebtesten Bogenformen waren der Spitzbogen und der Kielbogen (Eselsrücken). Als Zierform der beiden vorgenannten setzte sich später auch der Zackenbogen (Vielpassbogen) durch.
Säulen-Architrav-Konstruktionen mit waagerechtem Sturz entstammen der einheimischen Bautradition. Sie finden sich vor allem in frühen Moscheen wieder, wurden aber auch in stark hinduisierten Bauwerken späterer Epochen verwendet, etwa in mogulischen Palästen der Akbar-Zeit. Zur Vergrößerung der Spannweiten erhielten die Säulen weit auskragende Konsolen oder Tragarme, die zugleich eine Schmuckfunktion übernahmen.

#### Gewölbe und Kuppeln

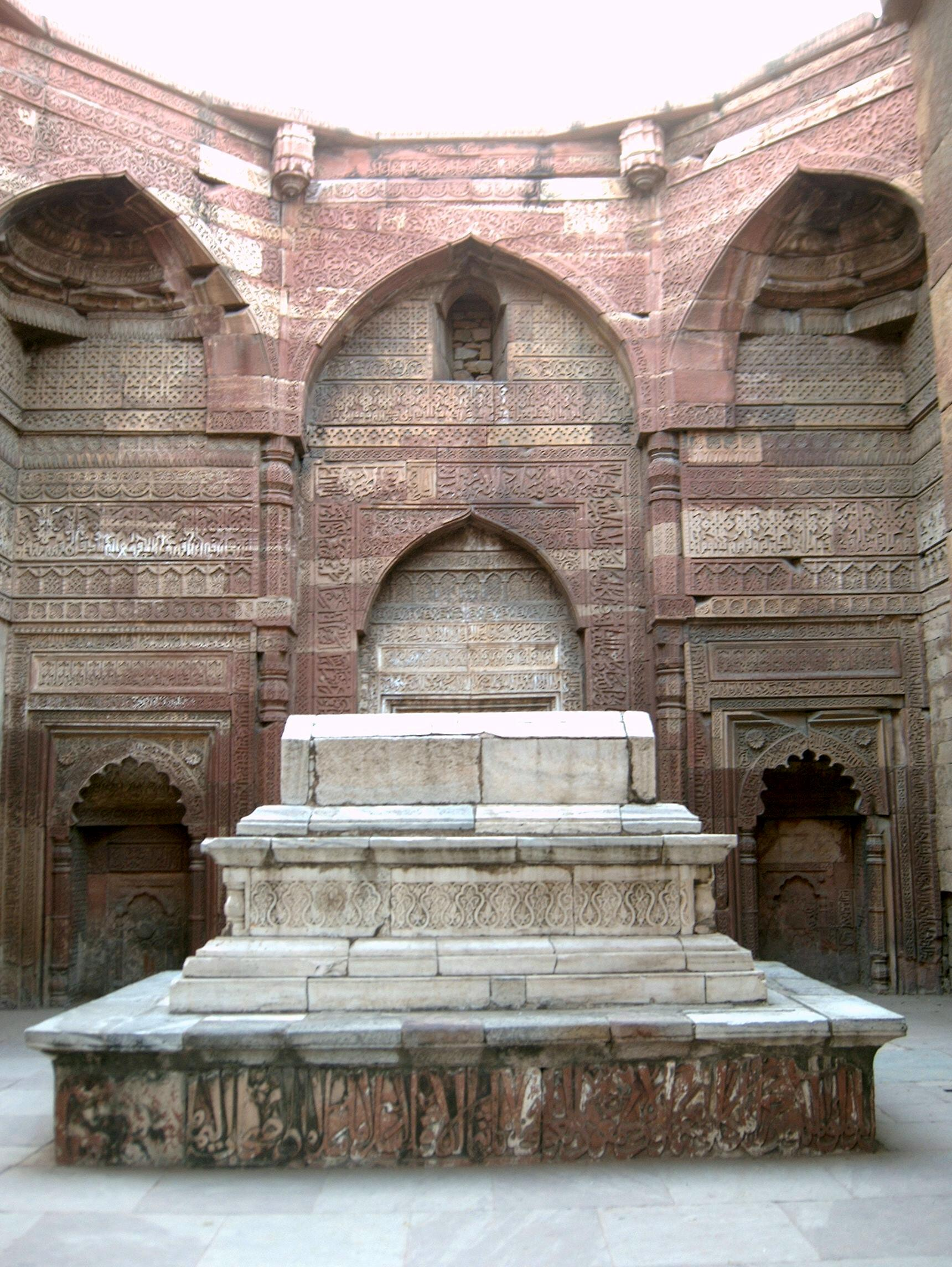
Am Grabmal des Iltutmish (um 1236) in Delhi leiten spitzbogige Trompen (links und rechts in den Raumecken) vom quadratischen Baukörper zum Achteck als Grundlage des Kuppelkreises über. Die ursprüngliche Kuppel ist nicht erhalten.

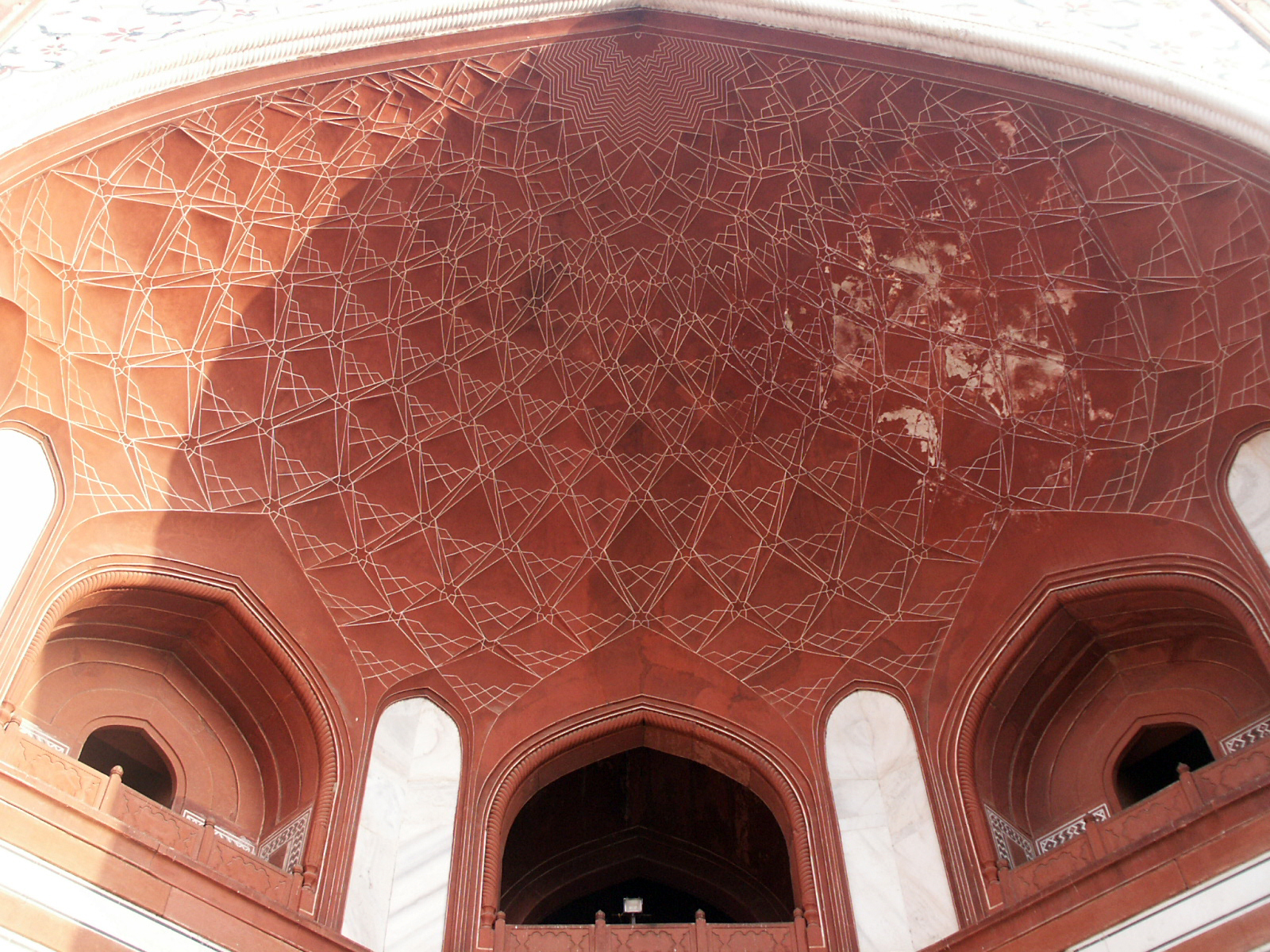
Stalaktitengewölbe an einem Torbau des Taj Mahal (Mitte 17. Jh.) in Agra (Uttar Pradesh, Nordindien)

Neben dem Bogen ist die Kuppel ein Hauptcharakteristikum indo-islamischer Architektur. Die Gebetshallen von Moscheen wurden von einer oder mehreren – in der Mogulzeit meist drei – Kuppeln überdacht. Frühe indo-islamische Grabmäler waren einfache Kuppelbauten mit würfelförmigem Baukörper. In späterer Zeit ist eine Häufung von Grabmälern mit einer großen Mittelkuppel und vier kleineren Kuppeln, die an den Eckpunkten eines den Kuppelkreis einfassenden gedachten Quadrates liegen, zu beobachten. Diese Fünfkuppelbauten weisen deutliche Parallelen zur hinduistischen panchayatana-Praxis („fünf Heiligtümer“) auf, einen Tempel mit vier kleineren Schreinen an den Eckpunkten der viereckigen Umfassungsmauer zu umgeben. Besonders in Bengalen wurden Tempel auch als sogenannte Pancharatna („fünf Juwelen“) ausgelegt, fünftürmige Heiligtümer mit einem zentralen Turm und vier kleineren Wiederholungen des Hauptmotivs an den Ecken.
Bautechnisch wurden zunächst Kragkuppeln nach altindischer Gewohnheit aus ringförmig übereinandergelegten Steinschichten errichtet; sie werden auch als „Ringschichtendecken“ bezeichnet. Während diese Bauart in Nordindien ab der zweiten Hälfte des 13. Jahrhunderts mit dem Übergang zum echten Gewölbe keine Fortsetzung erfuhr, war sie in Gujarat und auf dem Dekkan bis ins 16. bzw. 17. Jahrhundert gebräuchlich. Um die Kragkonstruktion der Halbkugelform anzugleichen und zu stabilisieren, wurde sie innen und außen mit besonders festem Mörtel verputzt. Nach dem Vorbild der Decken buddhistischer Monolithheiligtümer erhielten viele indo-islamische Bauten Rippenkuppeln mit gekrümmten Steinbalken, welche gerüstartig die Kuppelform vorgeben. Die Rippen besitzen keine statische Funktion, spiegeln aber den statischen Aufbau hölzerner Kuppelkonstruktionen, welche den buddhistischen Chaitya-Hallen vorausgingen, wider. In der zweiten Hälfte des 16. Jahrhunderts führten persische Baumeister im Mogulreich die Doppelkuppel ein, die aus zwei übereinander gesetzten Kuppelschalen besteht. Dadurch stimmt die innere Raumwirkung nicht mit der äußeren Wölbung der Kuppel überein, sodass der Baumeister größere Freiheit bei der Gestaltung von Innenraum und äußerer Form hatte. Auf dem Dekkan waren zum Teil Doppelkuppeln üblich, deren innere Kuppelschale zum Raum der darüberliegenden Kuppel geöffnet ist.
Zur Überleitung aus der eckigen Grundform des Raumes in den Fußkreis der Kuppel wurden verschiedene Techniken angewandt. Persische Baumeister entwickelten die Trompe, eine Gewölbenische, die in die oberen Ecken eines quadratischen Raumes eingefügt wurde. Auf der Trompe lag ein Architrav, der wiederum die Kämpfer der Kuppel stützte. Auf diese Weise konnte vom Quadrat in ein Achteck übergeleitet werden. In Indien wurden frühe Trompen aus zwei übereck gestellten Spitzbögen konstruiert, deren Laibungen so verzogen waren, dass sie im Scheitel parallel zum Architrav zusammentrafen. Hinter dem so geschaffenen Bogen blieb ein Freiraum, den eine Kragkonstruktion zum Teil ausfüllte. Später wurden mehrere solcher Spitzbögen ineinander gestaffelt, sodass die Kräfte gleichmäßiger in das Mauerwerk abgeleitet werden konnten. Im kleinsten Bogen war nur noch eine kleine Rundnische nötig, um die Ecke vollständig zu füllen. Persische und zentralasiatische Architekten setzten zwei Trompenreihen aufeinander, um ein Sechzehneck als statisch günstigere Grundlage für den Kuppelkreis zu erreichen. Später entwickelten sie dieses Prinzip weiter, indem sie die oberen Trompenreihen in die Zwickel der darunter liegenden Trompen einfügten und diese so zu einem netzartigen Gebilde überlagerten. Da die Kanten der Trompen sich kreuzende Rippen ergeben, wird diese Konstruktion als Rippenzwickel bezeichnet. Der Rippenzwickel gehörte in der späteren indo-islamischen Architektur zu den am häufigsten angewandten Lösungen für den Übergang vom Mauerquadrat zur Kuppel. Als Alternative zur Trompe entstand unabhängig voneinander in der Türkei und in Indien das türkische Dreieck, das die Mauerecken des Raumes mit Pyramiden- statt Kegelsegmenten verschneidet. Indische Baumeister vermittelten so zwischen Quadrat und Achteck. Als Variante wurde die Fläche eines türkischen Dreieckes aus auskragenden Würfeln, die mit Stuckstalaktiten (Muqarnas) verkleidet sind, zusammengesetzt. Auch ganze Stalaktitengewölbe kommen vor.

#### Sonstige Dach- und Deckenkonstruktionen
Die frühesten indo-islamischen Bauwerke, die größtenteils aus Tempelspolien errichtet wurden, haben zum Teil noch Deckenkonstruktionen nach Bauart hinduistischer Tempelhallen. Neben Flachdecken sind dies vor allem Laternendecken, die aus Schichten zu jeweils vier Steinplatten konstruiert wurden. Die Platten sind so angeordnet, dass sie über der Raummitte eine quadratische Öffnung freilassen, die zur darüber- bzw. darunterliegenden Öffnung um 45 Grad verdreht ist. Somit verjüngt sich die Deckenöffnung, bis sie von einem einzigen Deckstein geschlossen werden kann.
Rechteckige und quadratische Räume in mogulischen Prunkbauten besitzen oft Spiegeldecken aus steinernem Fachwerk, die auf den altindischen Holzbau zurückgehen dürften. Spiegeldecken ähneln in der äußeren Form den Spiegelgewölben, ruhen aber nicht auf radial verfugten Bogensegmenten, sondern auf gekrümmten Steinbalken, die durch horizontale Balken gerüstartig zu einem Ringanker verbunden und mit Steinplatten ausgefacht wurden. Als „Spiegel“ bezeichnet man die gerade Deckenebene, die parallel zur Kämpferlinie liegt.
Bengalische Baumeister übernahmen von der traditionellen bengalischen Bambushütte das konvex aufgebogene Tonnendach in die lokale Moscheenarchitektur. Sowohl die Traufen, die in der Regel weit überstehen, als auch der First sind krummlinig. Zur Zeit Shah Jahans und Aurangzebs wurde das Bangla-Dach auch für Pavillons an den kaiserlichen Residenzen verwendet. Nach dem Untergang des Mogulreiches fand es als Abschluss von Erkern und Pavillons Eingang in die regionalen indo-islamischen Profanbaustile.

### Schmuckelemente

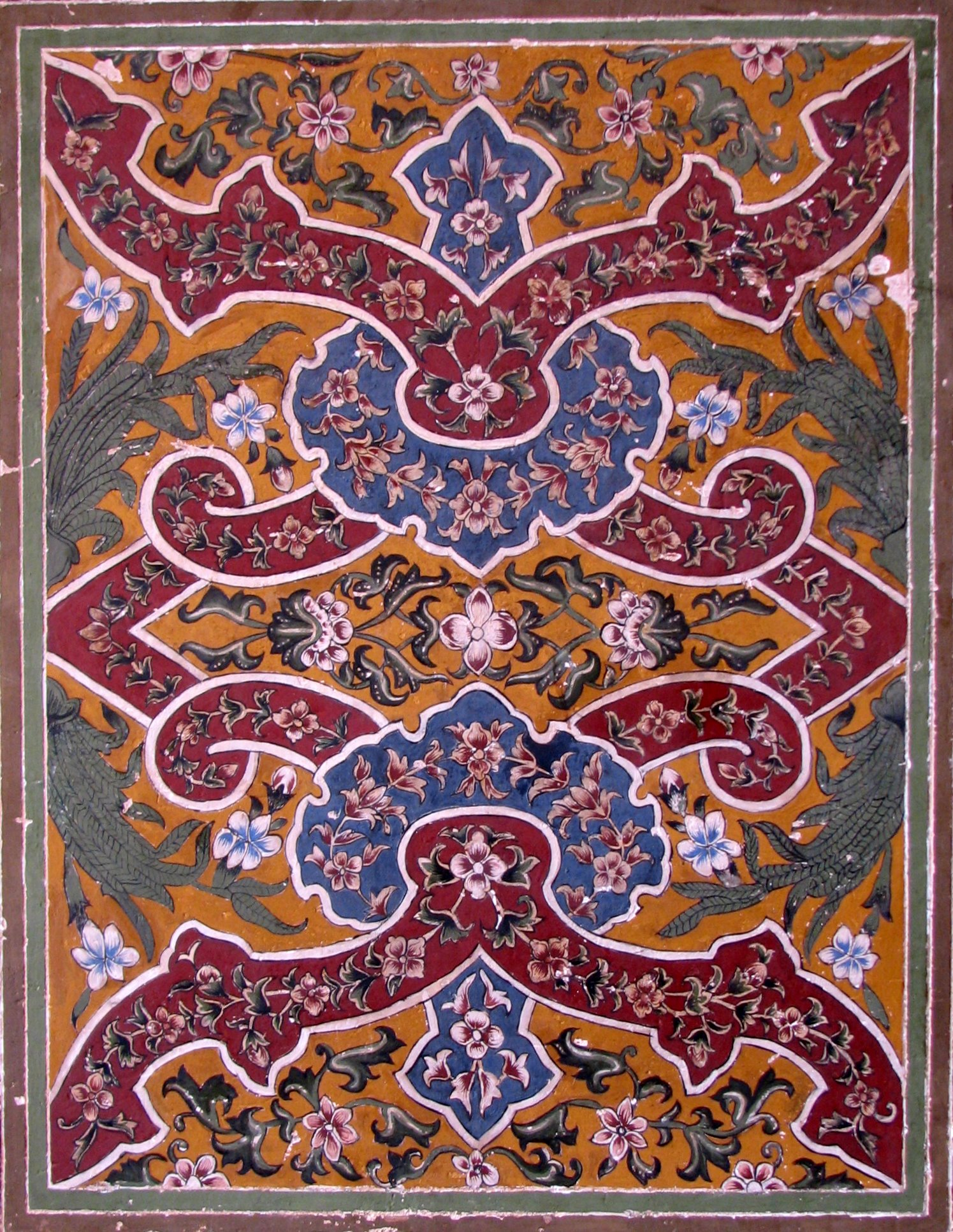
Glasierte Kachel mit Blumenranken an der Wasir-Khan-Moschee (um 1635) in Lahore (Punjab, Pakistan)

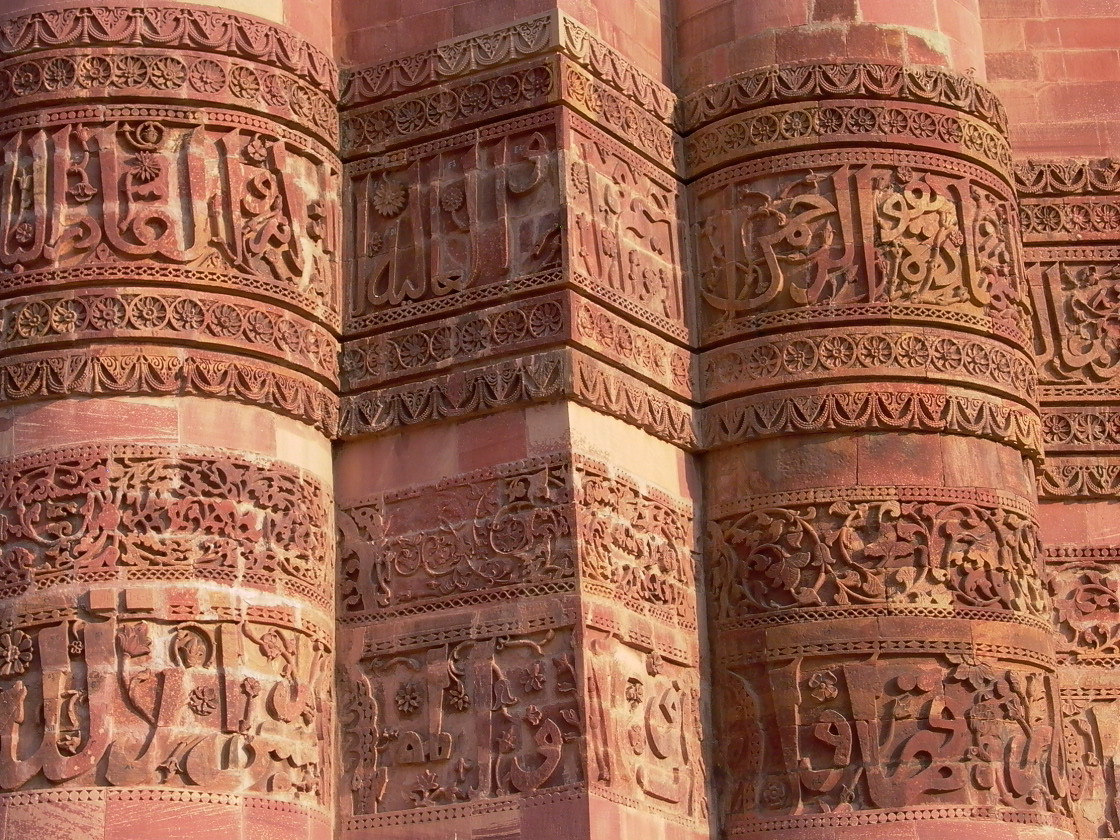
Nach indischer Art in Stein gemeißelte Koranverse und Arabesken am Qutb Minar (erste Hälfte des 13. Jhs.) in Delhi

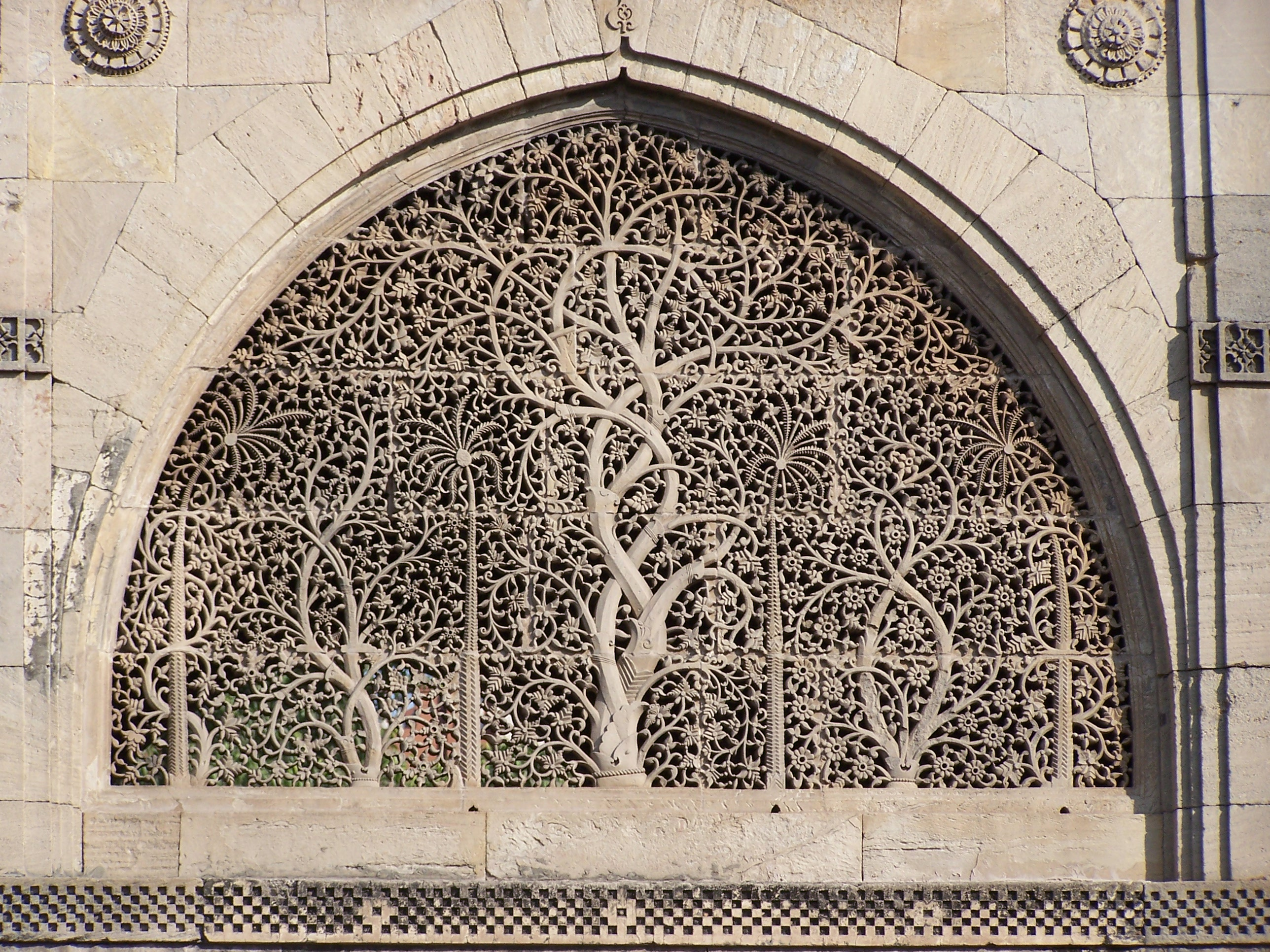
Steingitterfenster (Jali) mit Pflanzenranken und stilisierte Lotosblüten in den Bogenzwickeln an der Sidi-Sayid-Moschee (um 1570) in Ahmedabad (Gujarat, Westindien)

In der indo-islamischen Architektur dominieren zwei verschiedene Arten von Schmuckelementen: Aus Vorderasien stammt der flächige, oft vielfarbige Wandschmuck in Form von Kacheln, Fliesen und Einlegearbeiten; indischer Herkunft sind plastische Bildhauerarbeiten. Kacheln und Fliesen dominieren vor allem im an Persien angrenzenden Nordwesten des indischen Subkontinents (Punjab, Sindh). Als farbig glasierte Fayencen dienten sie nach persischem Vorbild zur Fassadenverkleidung backsteinerner Grabmäler und Moscheen. In der Mogulzeit setzten sich kostspielige Einlegearbeiten in Pietra-dura-Technik durch: Künstler meißelten feine Ziermotive in Marmor und setzten kleine Halbedelsteine (unter anderem Achat, Hämatit, Jade, Koralle, Lapislazuli, Onyx, Türkis) mosaikartig in die so entstandenen Ritzen ein. Während Kacheln, Fliesen und Einlegearbeiten stets auf Nordindien beschränkt blieben, waren plastische Zierelemente in allen Regionen und Epochen üblich. Sie äußern sich unter anderem in gehauenem Fassadenschmuck, reich gegliederten Säulen, verzierten Konsolen und Steingittern.
In der konkreten Ausgestaltung bestanden abstrakte Muster vorderasiatischer Herkunft neben indischen Naturmotiven. Sakralbauten zieren Inschriftenbänder mit Koranversen, die entweder auf Fliesen aufgemalt oder in Stein gemeißelt wurden. In Nordindien setzten Künstler nach vorderasiatischem Vorbild geometrische Formen wie Quadrate, Sechs-, Acht- und Zwölfecke zu vielschichtigen, oft sternförmigen Mustern zusammen, die auf Fliesen aufgemalt, in Stein gekerbt oder in Steingitterfenster (Jalis) gebrochen wurden. Vereinzelt flossen sogar geometrisch darstellbare Hindu-Symbole wie die Swastika ein. Auf dem Dekkan dominieren statt der eckigen Abstraktmuster weiche, geschwungene Formen neben Schriftbändern. Im Laufe ihrer Entwicklung sog die indo-islamische Baukunst zunehmend hinduistisch inspirierte Motive auf, hauptsächlich Pflanzendarstellungen. Schon in frühester Zeit finden sich kleine, stark stilisierte Blattarabesken an indo-islamischen Sakralbauten, die später um ausladende Blütenranken und -girlanden ergänzt wurden. Einen besonderen Stellenwert genoss die von Hindus und Buddhisten gleichermaßen als Symbol genutzte stilisierte Lotosblüte, die oft in Bogenzwickeln und als Stuckspitze auf Kuppeln zu finden ist. Weitaus seltener sind infolge des islamischen Bilderverbots Darstellungen von Tieren und Menschen, die erst in der Mogulzeit gehäuft auftraten. In Lahore (Punjab, Pakistan) wurden Löwen- und Elefantenkapitelle an einem Pavillon im Jahangiri-Hof hinduistischen Tempelsäulen nachempfunden, und auf die Außenmauer der Festung trugen Maler Gruppen kämpfender Menschen und Elefanten auf. Viele mogulische Palasträume zierten ursprünglich figürliche Wandmalereien.

## Moschee
Das tägliche Gebet (salat) stellt eine der „fünf Säulen“ des Islam dar. Mindestens einmal wöchentlich, am Freitag, ist das Gebet in der Gemeinschaft zu verrichten. Diesem Zweck dient die Moschee (arabisch Masjid) als wichtigste Bauform der islamischen Architektur, die im Gegensatz zum hinduistischen Tempel weder eine kosmologisch-mythologische Symbolfunktion übernimmt noch den Sitz einer Gottheit darstellt. Allerdings finden sich im Koran keine festen Vorschriften zum Aufbau eines Sakralbaus, lediglich die figürliche Darstellung Gottes oder von Menschen ist darin ausdrücklich verboten. Frühe Moscheen orientierten sich daher mit einem offenen Hof (sahn) und einem überdachten Gebetsraum (haram) am Aufbau des Hauses des Propheten Mohammed. In die Wand des Gebetsraumes ist eine Nische (Mihrab) eingelassen, welche die Gebetsrichtung (Qibla) gen Mekka anzeigt. Daneben befindet sich meist der minbar, eine Kanzel, von der herab der Prediger zu den versammelten Gläubigen spricht. Als weiteres Merkmal kam das Minarett (minar) hinzu, ein Turm, von dessen Spitze der Muezzin die Gläubigen zum Gebet ruft. Als Entlehnung aus dem christlichen Kirchenbau trat es zuerst im 8. Jahrhundert in Syrien auf. Neben ihrer Funktion als Gebetszentrum erfüllt die Moschee auch soziale Zwecke. Oft gehören daher auch eine Schule (madrasa), Versammlungsräume und weitere Einrichtungen zum Baukomplex einer Moschee.

### Anfänge
Die erste, von Arabern errichtete Moschee auf dem indischen Subkontinent in Banbhore (Sindh, Pakistan) aus dem Jahr 727 ist als Ruine erhalten. Ihr quadratischer Baukörper gliedert sich in einen rechteckigen, von Säulengängen umgebenen Hof und eine ebenfalls rechteckige Stützenhalle. Noch fehlen viele der für spätere Moscheebauten charakteristischen Merkmale, die als Konsequenz aus dem geringen Kenntnisstand der arabischen Baukunst erst aus anderen Architekturen übernommen werden mussten. So fehlt in Banbhore noch das Minarett. Auch auf das Vorhandensein eines mihrab weist in Banbhore noch nichts hin.
Jahrhundertelang lag der Sindh an der östlichen Peripherie islamischer Reiche, zunächst der gesamtislamischen Kalifate der Umayyaden und Abbasiden und schließlich des Samaniden-Reiches. Anders als in Persien und Zentralasien konnte sich keine bedeutende regionale Architekturtradition entwickeln. Auch im Punjab, ab dem frühen 11. Jahrhundert Teil des ghaznawidischen Reiches, haben sich nur bruchstückhaft Zeugnisse einer von samanidischen Vorbildern inspirierten Baukunst erhalten. Merkmale sind die Kuppel, die aber erst viel später zum vollwertigen Bestandteil der indisch-islamischen Architektur wurde, und der Kielbogen. Neben den in Persien üblichen Backsteinziegeln dienten auch Spolien zerstörter Hindu-Heiligtümer, die Mahmud von Ghazni aus Nordwestindien nach Afghanistan schaffen ließ, als Baumaterial.

### Sultanat von Delhi
Bis ins 12. Jahrhundert hinein blieb die islamische Architektur als Ableger der vorderasiatisch-persischen Baukunst eine Randerscheinung auf dem indischen Subkontinent. Erst mit der Eroberung der nordindischen Gangesebene durch die Ghuriden ab 1192 begann die eigentliche Ära der indo-islamischen Architektur. Der feudalen Struktur des aus dem Ghuridenreich hervorgegangenen Sultanats von Delhi entsprechend stehen die Baustile in engem Zusammenhang mit der jeweils herrschenden Dynastie. In der frühen Sultanatszeit herrschten die Sklaven- (1206 bis 1290) und die Khilji-Dynastie (1290 bis 1320). Unter der Tughluq-Dynastie (1320 bis 1413) erfuhr das Sultanat zunächst seine größte Ausdehnung, wurde aber 1398 durch einen Mongoleneinfall entscheidend geschwächt. In der Spätzeit regierten die Sayyid-Dynastie (1414 bis 1451) und die Lodi-Dynastie (1451 bis 1526). Nach der Beseitigung des Sultanats durch die Moguln im Jahre 1526 konnten die Suriden das Reich zwischen 1540 und 1555 vorübergehend wiederherstellen.

#### Früher Sultanatsstil unter der Sklaven- und Khilji-Dynastie

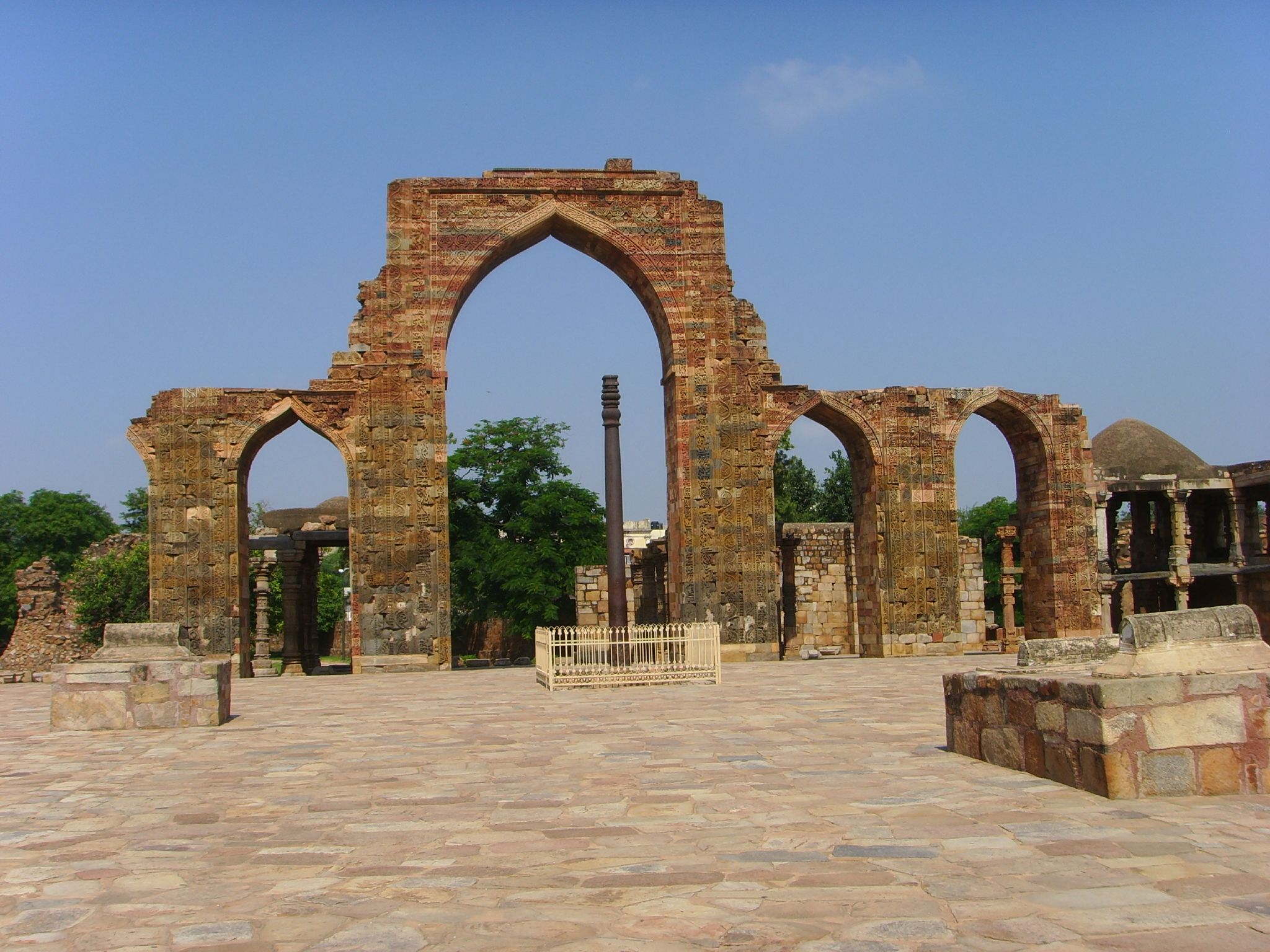
maqsurah der Quwwat-ul-Islam-Moschee (um 1200) in Delhi (Nordindien) mit in Kragbauweise errichteten Kielbögen und betontem Mittelbogen, rechts im Hintergrund Reste des aus Tempelspolien erbauten Säulenumgangs

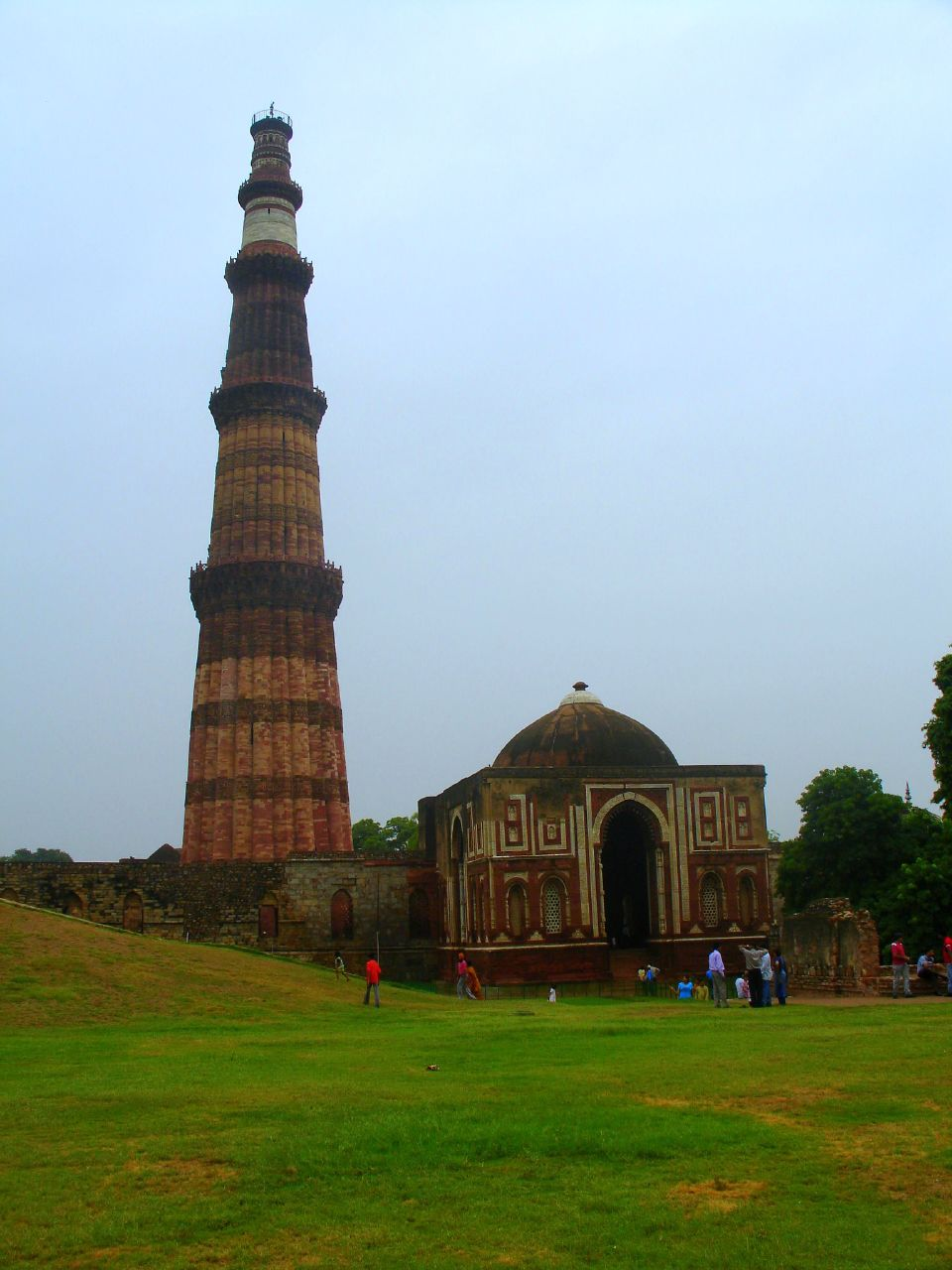
Das kegelförmig aufsteigende, längsgerippte Minarett Qutb Minar (größtenteils erste Hälfte 13. Jh.) und das Tor Alai Darwaza (1305) mit echter Gewölbekuppel gehören zum Komplex der Moschee Quwwat-al-Islam in Delhi.

Unter den Sultanen der Sklavendynastie (1206 bis 1290) kamen in großem Umfang Spolien zerstörter hinduistischer und jainistischer Tempel im Moscheenbau zum Einsatz. Dennoch überließen die islamischen Eroberer einheimischen Hindu-Baumeistern die Ausführung ihrer Bauvorhaben, da indische Steinmetzen über wesentlich größere Erfahrung im Umgang mit Haustein als Baumaterial verfügten als die an Ziegelbauten gewöhnten Architekten ihrer Heimat. Obwohl jeglicher Figurenschmuck an den verwendeten Spolien entfernt und durch abstrakte Muster oder Koranverse ersetzt wurde, zeigt der Fassadendekor der Moscheen in seinem Detailreichtum, wie er von zeitgenössischen vorderasiatischen Bauten unbekannt ist, von Anfang an unübersehbaren indischen Einfluss.
Wie viele frühe indische Moscheen wurde die Ende des 12. Jahrhunderts begonnene Quwwat-al-Islam-Moschee in Delhi (Nordindien), das architektonische Hauptwerk der Sklavendynastie, an der Stelle eines zerstörten hinduistischen oder jainistischen Sakralbaus errichtet. Im ältesten Teil verfügt sie über einen Rechteckhof, der ursprünglich aus dem vergrößerten Tempelbezirk entstand. Mandapa-Pfeiler wurden für die den Hof umringende Kolonnade verwendet. Dagegen wurde der sich westlich an den Hof anschließenden Gebetshalle als Blendfassade nachträglich eine hohe Arkadenmauer (maqsurah) vorgebaut, deren Spitz- und Kielbögen eindeutig vorderasiatischen Vorbildern nachempfunden sind, aber noch in althergebrachter indischer Kragbauweise realisiert wurden. Der Mittelbogen, der höher und breiter ist als die übrigen, fungiert als Portal. Das kegelförmig aufsteigende Minarett Qutb Minar, das auch als Zeichen des Sieges des Islam über die „heidnischen“ Inder konzipiert war, stammt großenteils aus der ersten Hälfte des 13. Jahrhunderts. Seinen runden Grundriss lockern Rippen in der Form von Zacken eines Sterns oder von Kreissegmenten auf, ein von älteren Türmen persischer Grabmäler bekanntes Stilelement. Durch Ergänzung zweier größerer Rechteckhöfe und weiterer bogendurchbrochener Fassadenmauern erhielt die Quwwat-al-Islam-Moschee im 13. und 14. Jahrhundert ihre heutige Ausdehnung.
Auch außerhalb Delhis blühte der frühe indo-islamische Stil der Sklavendynastie. Ein herausragendes Beispiel ist die Adhai-din-ka-Jhonpra-Moschee in Ajmer (Rajasthan, Nordwestindien). Um 1200 unter Einbeziehung eines jainistischen Mandapa als Hofmoschee mit Säulenumgängen aus Tempelspolien erbaut, erhielt auch sie eine mit Spitzbogen durchbrochene Maqsurah. Die Stützenquadrate der Gänge überspannen indische Flach-, Laternen- und Ringschichtendecken. Die Kuppeln über der Halle entstanden, wie auch die Arkadenbögen, noch in Kragbauweise. Erst in der zweiten Hälfte des 13. Jahrhunderts, in der Spätzeit der Sklavendynastie, setzten sich echte Bögen mit radial angeordneten Steinen durch.
Diese neue Technik machten sich die Baumeister der Khilji-Dynastie (1290 bis 1320) zunutze, welche die echte Gewölbekuppel in die indische Architektur einführten. Zur Überleitung vom quadratischen Grundriss des Raumes zum Fußkreis der Kuppel nutzten sie die Trompe, ein trichterförmiges Gewölbesegment, das die Ecken zwischen dem zugrundeliegenden Quadrat und dem darin eingeschriebenen Kreis ausfüllt. Die aus Persien stammende Trompenkuppel wurde in der Folge zu einem bestimmenden Merkmal indo-islamischer Baukunst. Der aus der Khilji-Zeit stammende Torbau Alai Darwaza der Quwwat-al-Islam-Moschee in Delhi ist mit einer Trompenkuppel überdeckt. Weiterhin charakteristisch für den Baustil der Khilji-Zeit ist die Verfeinerung des nun durch seldschukische Künstler geprägten Fassadendekors, etwa durch die Verwendung von Marmorflächen an den aus rotem und weißem Sandstein bestehenden Bauten. Das Vorhaben, neben dem Qutb Minar in Delhi ein zweites, weitaus mächtigeres Minarett (Alai Minar) zu errichten, wurde bis auf das Erdgeschoss nicht verwirklicht. Der unvollendete Bau weist wie schon der Qutb Minar eine vertikale Rippung an der Außenwand auf.

#### Tughluq-Stil und Provinzstil

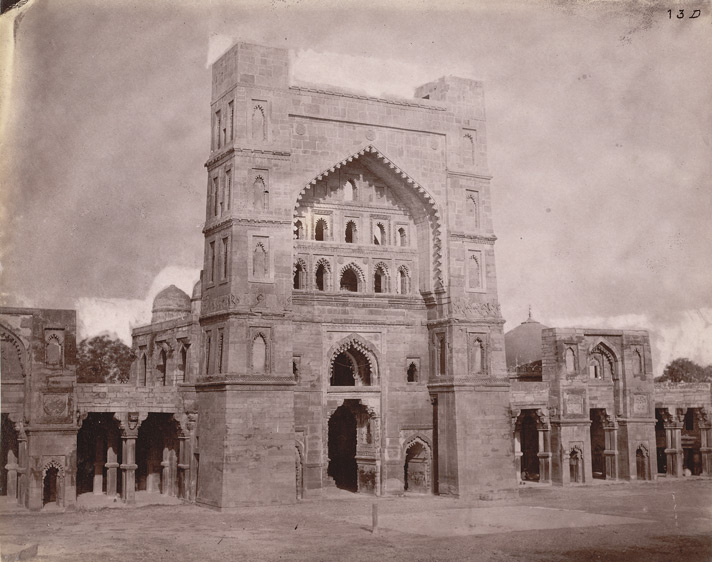
Die Atala-Moschee (vollendet 1408) mit ihrem hohen, die dahinter befindliche Kuppel verdeckenden Pishtaq vertritt den aus dem Tughluq-Stil entwickelten Provinzstil von Jaunpur (Uttar Pradesh, Nordindien)

Unter der Tughluq-Dynastie (1321 bis 1413), die den Machtbereich des Delhi-Sultanats zeitweise bis nach Süd- und Ostindien ausdehnen konnte, nahmen alle Baugestalten strengere, festungsartige Züge an. Bedeutende Moscheebauten entstanden vor allem in der Regierungszeit Firuz Shahs. Den Stil der Tughluq-Zeit vertritt die Begumpur-Moschee in Delhi. Mit ihrem rechteckigen, arkadenumstandenen Hof ist sie strukturell der typisch indo-islamischen Hofmoschee zuzuordnen. Auf der Mekka zugewandten Westseite steht die als Arkadengang gestaltete Maqsurah, deren mittlerer Bogen ein vorstehendes, dominantes Portal (Pishtaq) bildet, welches so hoch aufragt, dass die dahinter stehende Kuppel unsichtbar bleibt. Der Bogen des Pishtaq besitzt eine tiefe Laibung, wodurch eine weit zurückstehende Bogennische (Iwan oder Liwan) entsteht. Ein weitaus kleinerer Bogen an der Rückwand des Iwan bildet das eigentliche Portal. Hierin werden Einflüsse der zentralasiatischen Architektur deutlich. Beiderseits des Pishtaq stehen zwei Minarette, die wie ihre Vorgänger kegelförmig zulaufen. Die Spitzbögen der Hofarkaden (Riwaq) sind flacher als die vorher üblichen Spitz- und Kielbögen; sie ähneln den Tudor-Bögen der europäischen Baukunst. Die Khirki-Moschee in Delhi dagegen bricht mit dem traditionellen Aufbau der Hofmoschee, da sie in vier überdachte Gebäudeteile untergliedert ist, von denen jeder einen eigenen Hof besitzt. Ihre zitadellenhafte Außenwirkung entsteht durch die massiven Ecktürme, den hohen Unterbau und die weitestgehend schmucklosen Bruchsteinmauern, die ursprünglich verputzt waren. Hinduistisch geprägte Schmuckelemente verschwanden in der Tughluq-Zeit fast völlig. Bestimmte bauliche Strukturen wie höhlenartig enge Innenräume, waagerechte Stürze, Konsolen und in Felder gegliederte Deckenkonstruktionen verraten jedoch, dass weiterhin auch hinduistische Handwerker zu Bauarbeiten herangezogen wurden.
Während die repräsentative Architektur in Delhi nach der Eroberung und Plünderung der Stadt durch den mongolischen Eroberer Timur im Jahr 1398 vorübergehend zum Stillstand kam, fand der durch die Begumpur-Moschee vorgegebene Moscheenstil in Jaunpur (Uttar Pradesh, Nordindien) als sogenannter Provinzstil eine monumentale Fortsetzung. Die zu Beginn des 15. Jahrhunderts entstandene Atala-Moschee und die größere, um 1470 erbaute Freitagsmoschee (Jama Masjid) sind durch einen besonders hohen, die Maqsurah um mehr als das Doppelte überragenden Pishtaq mit leicht geböschten Mauern gekennzeichnet. Er verdeckt die dahinter befindliche Kuppel vollends. Bogenreihen durchbrechen die mehrstöckige Rückwand des Iwan. Die Kragkonsolen der flachgedeckten Hofarkaden sowie der plastische Fassadenschmuck legen hinduistische Einwirkungen nahe.

#### Lodi-Stil
Infolge des vorübergehenden Wiedererstarkens des Delhi-Sultanats unter der Lodi-Dynastie (1451 bis 1526) lebte der Moscheenbau im Kernland mit einigen Neuerungen wieder auf. Die zuvor flachen Kuppeln wurden nun durch Tambours erhöht und damit stärker betont. Archivolten sollten die ebene Fläche der Maqsurah auflockern. Bedeutsam für die weitere Entwicklung der indo-islamischen Architektur war zudem der Formwandel des Minaretts, das zunächst noch wie in der Tughluq-Zeit konisch zulief, dann aber zum Zylinder verschlankt wurde. Zu den Hauptwerken der Moscheenbaukunst im Lodi-Stil zählt die Moth-Ki-Moschee in Delhi.

### Mogulreich

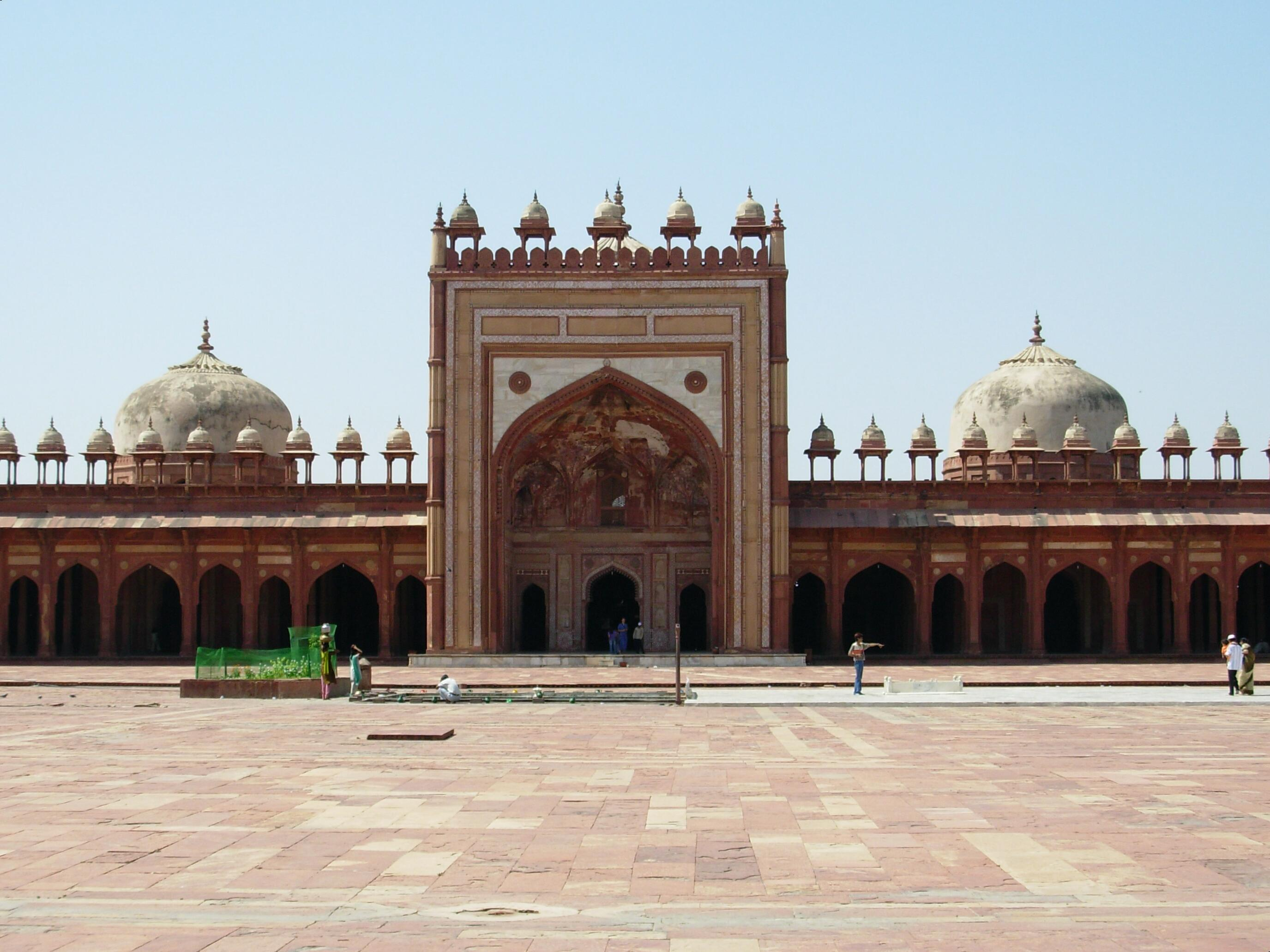
Am Beginn der Entwicklung des mogulischen Moscheenstils steht die minarettlose Freitagsmoschee (1571–1574) von Fatehpur Sikri (Uttar Pradesh, Nordindien). Sie besitzt drei Kuppeln mit lotosblütenähnlichem Abschluss und Stuckspitze, wobei die mittlere und größte vom dominanten Pishtaq verdeckt wird. Typisch für den Mogulstil sind auch die Chattris genannten Zierpavillons.

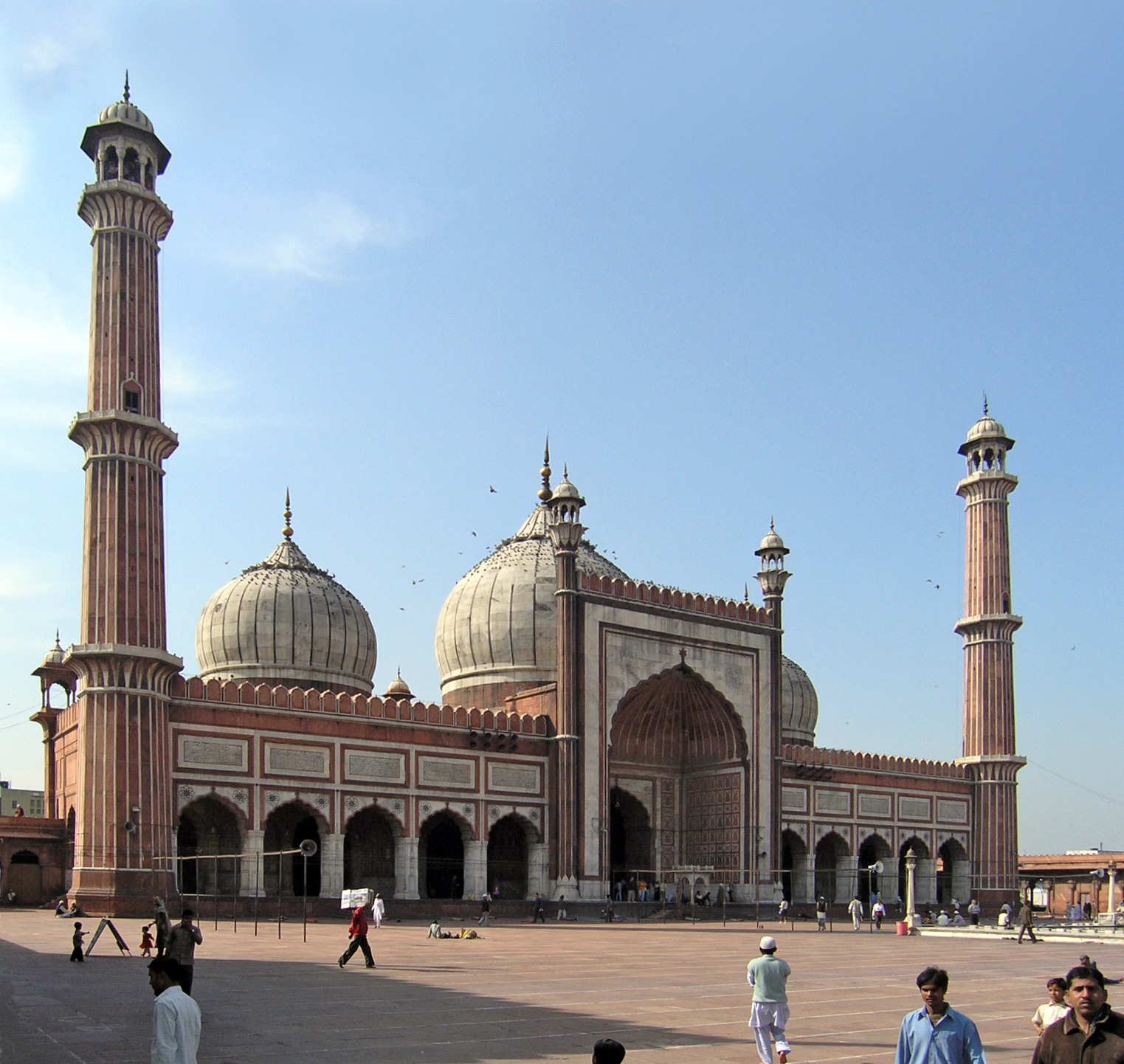
Den Höhepunkt des Mogulstils markiert die Freitagsmoschee (1650–1656) von Delhi. Die marmornen Kuppeln sind nun zwiebelförmig gewölbt und von einer Metallspitze bekrönt. Der Pishtaq verdeckt die Hauptkuppel nicht mehr völlig. An den beiden Eckpunkten der Hauptfassade erhebt sich je ein Minarett.

Die Moguln, die ab 1526 über Nordindien, später auch über Zentral- und Teile Südindiens herrschten, ließen die persisch geprägte Kultur ihrer zentralasiatischen Heimat in die Moscheenarchitektur einfließen. Zugleich banden sie nicht-islamische Elemente in zuvor ungekanntem Ausmaß ein. Der erste bedeutende Moscheebau der Mogulzeit ist die Freitagsmoschee in der vorübergehenden Hauptstadt Fatehpur Sikri (Uttar Pradesh, Nordindien), die 1571 bis 1574 unter dem als besonders tolerant geltenden Herrscher Akbar I. erbaut wurde. Sie verdeutlicht einerseits den Urtypus der Moschee im Mogulstil und andererseits die Symbiose indischer, persischer und zentralasiatischer Bauelemente während der Mogulära. Obwohl es sich um eine Hofmoschee handelt, stellen die Bethalle und der ihr vorgelagerte offene Hof anders als in Bauten früherer Epochen keine architektonische Einheit mehr dar. Vielmehr ragt die qibla-Wand im Westen über den rechteckigen Grundriss hinaus. Die Bethalle selbst ist in drei jeweils mit einer Kuppel überdachte Abschnitte unterteilt, wobei die mittlere Kuppel die beiden anderen überragt. Jede Kuppel schließen ein lotosblütenähnlicher Stuckaufsatz und eine Stuckspitze ab. Ein typisch timuridischer Pishtaq mit besonders tief zurückstehendem iwan beherrscht die Fassade und verdeckt die mittlere Kuppel. Spätere mogulische Moscheen griffen den Dreikuppelbau mit dominantem Pishtaq immer wieder auf. Prägend für den gesamten Mogulstil sind auch die kleinen, aufgesetzten Zierpavillons (chhatris), die als Neuerung aus der Profanbaukunst der hinduistischen Rajputen in die indo-islamische Architektur übernommen wurden und auf die schirmartigen Bekrönungen buddhistischer Kultbauten der klassischen Zeit zurückgehen. In der Freitagsmoschee von Fatehpur Sikri schmücken sie den Pishtaq sowie die Konsoldächer der spitzbogigen Hofarkaden. Zwei nachträglich ergänzte, unterschiedlich große Torbauten (darwaza) persischen Stils gewähren Einlass zum Hof von Osten und Süden.
Die um die Mitte des 17. Jahrhunderts errichtete Freitagsmoschee von Delhi orientiert sich deutlich am gleichnamigen Sakralbau in Fatehpur Sikri, übertrifft diesen aber nicht nur im Ausmaß, sondern auch an künstlerischer Vollkommenheit. Sie gilt als Gipfelpunkt der indo-islamischen Moscheenarchitektur. Im Grundriss ähnelt sie ihrem Vorbild, wirkt aber durch zwei identische Torbauten an der Süd- und der Nordseite des offenen Hofes und ein größeres Tor gegenüber der Bethalle symmetrischer. Während die Qibla-Wand wieder mit der Außenmauer der Hofarkaden abschließt, ist die gegenüberliegende zackenbogige Fassade in den Hof hineingerückt. Der Hauptbau besitzt erneut drei Kuppeln, die durch ihre Außenrippung und betonte Zwiebelform größere Eleganz erreichen als die glatten Halbkugelkuppeln von Fatehpur Sikri. Die Kuppelspitzen bestehen nicht mehr aus Stuck, sondern aus Metall. Die Wirkung der Hauptkuppel wurde zudem durch ein darunter gesetztes Tambour und einen niedrigeren Pishtaq, der die Kuppel nun nicht mehr völlig verdeckt, erhöht. Zwei Minarette an den Extrempunkten der Hoffassade vervollständigen den Hauptbau. Chhatris wurden insgesamt sparsamer, aber wirkungsvoller eingesetzt; sie bekrönen die Minarette und die Eckpunkte des Pishtaq. Im Dekor bedient sich die Moschee sowohl abstrakt-geometrischer als auch floraler Motive. Als Baustoff wurde neben dem für viele Mogulbauten typischen roten Sandstein auch weißer Marmor verwendet.
Einen letzten Höhepunkt der mogulischen Moschee stellt die 1674 vollendete Badshahi-Moschee in Lahore (Punjab, Pakistan) dar. Sie besitzt vier Minarette am Hauptbau und vier weitere an den Eckpunkten des Hofes, lehnt sich aber ansonsten eng an die Baukonzeption der Freitagsmoschee von Delhi an und entging somit dem in der Regierungszeit Aurangzebs in der zweiten Hälfte des 17. Jahrhunderts einsetzenden Verfall der klaren Linienführung zu Gunsten ausladender, schnörkeliger Formen. Bereits an der um 1660 fertiggestellten Perlmoschee von Delhi erscheinen die Kuppeln bauchig und die Spitzen im Vergleich zu dem zierlichen Bauwerk überdimensioniert. Dennoch wurde der spätmogulische Moscheenstil mangels neuer, innovativer Lösungen bis ins 19. Jahrhundert hinein fortgeführt. Beispiele sind die Asafi-Moschee aus dem späten 18. Jahrhundert in Lakhnau (Uttar Pradesh) mit Zierbalustrade auf der Bethalle und stark vergrößerten Kuppelspitzen sowie die 1878 begonnene, aber erst 1971 vollendete Taj-ul-Moschee in Bhopal (Madhya Pradesh, Zentralindien) mit besonders hohen und massiven Minaretten.

### Dekkan

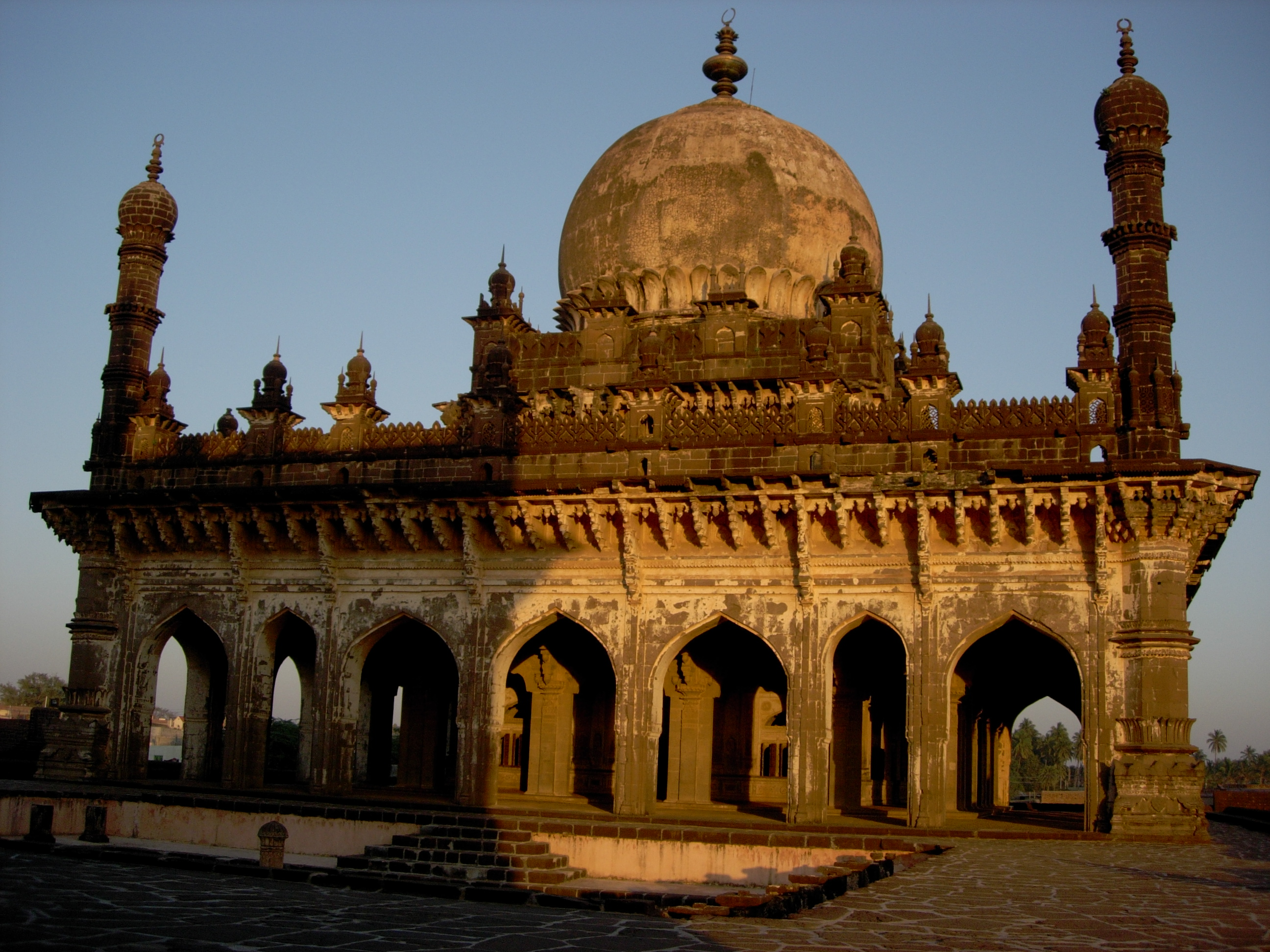
Die Moschee des Grabmalkomplexes Ibrahim Rauza (um 1626) in Bijapur (Vijayapura) in Karnataka, Südwestindien vertritt den ausgereiften Dekkan-Stil. Stilprägend sind die hohe, beinahe kugelförmige Kuppel und die Wiederholung derselben in stark verkleinerter Form als Turmaufsatz. Das konsolengestützte Dachgesims zeigt hinduistischen Einfluss.

Auf dem Dekkan lösten sich um die Mitte des 14. Jahrhunderts die Bahmaniden vom Delhi-Sultanat und begründeten ein eigenes Reich. Innere Streitigkeiten führten zum Verfall der Zentralmacht und der Entstehung der fünf Dekkan-Sultanate im späten 15. und frühen 16. Jahrhundert. Die stärksten der fünf Sultanate, Bijapur und Golkonda, konnten ihre Unabhängigkeit bis zur Eroberung durch das Mogulreich 1686 bzw. 1687 wahren. Die frühe, stark persisch geprägte Architektur der schiitischen Staaten des Dekkan ist schlicht und zweckmäßig. Ab dem 16. Jahrhundert bewirkte der zunehmende Einfluss der lokalen Hindu-Bautradition eine Hinwendung zu weicheren Zügen und spielerischem Dekor, ohne den persischen Grundcharakter zu verdrängen.
Unter den Bahmaniden riss die Kontinuität des indo-islamischen Sultanatsstils ab. Die 1367 vollendete Freitagsmoschee (Jama Masjid) von Gulbarga (Karnataka, Südwestindien), der ersten Hauptstadt des Bahmanidenreiches, gleicht im Grundriss zwar noch den nordindischen Hofmoscheen, kehrt aber deren Gestaltungsprinzipien um, indem der bisher offene Hof ein Dach aus zahlreichen Kuppeln erhalten hat. Dagegen mussten die früher üblichen geschlossenen Außenwände offenen Arkaden weichen, um den Innenraum auszuleuchten. Die maqsurah liegt somit nicht an der Innenseite eines offenen Hofes, sondern bildet die Außenfassade der die zentrale Kuppelhalle umschließenden, überwölbten Säulengänge. Kielbögen mit verschiedenen Spannweiten unterscheiden Kuppelhalle und Säulenumgänge voneinander; allgemein ist die außergewöhnlich große Spannweite ein Wesenszug der islamischen Dekkan-Architektur. In der Senkrechten dominieren eine zentrale Trompenkuppel und vier kleinere Eckkuppeln den Bau. Ein Minarett ist nicht vorhanden. Wenngleich der überdachte Hofbereich eine Ausnahme blieb, wies die Freitagsmoschee von Gulbarga den Weg für spätere Sakralbauten des Dekkans, in denen durch hohe Kuppeln variierte Flachdächer und großflächige Fassaden bestimmend sind.
Die Architektur der Dekkan-Sultanate des 16. und 17. Jahrhunderts weist eine starke safawidische (persische) Prägung auf, wurde jedoch gelegentlich um hinduistische Bautechniken wie den Türsturz (anstelle des islamischen Bogens) und das Kragdach mit konsolengestützter Traufkante (Chajja) bereichert. Eine hinduistisch inspirierte Formensprache in der eher nüchternen Ausschmückung ließen die schiitischen Dekkan-Sultane, im Gegensatz zu den zur gleichen Zeit in Nordindien herrschenden sunnitischen Moguln, aber nicht zu. Den ausgereiften Moscheenstil der Dekkan-Sultanate kennzeichnen beinahe kugelförmig gewölbte Kuppeln und die Wiederholung der Hauptkuppel im Miniaturformat als Turmaufsatz, etwa an der Moschee im Mausoleumskomplex für Sultan Ibrahim II. in Bijapur (Vijayapura) (Karnataka).

### Gujarat

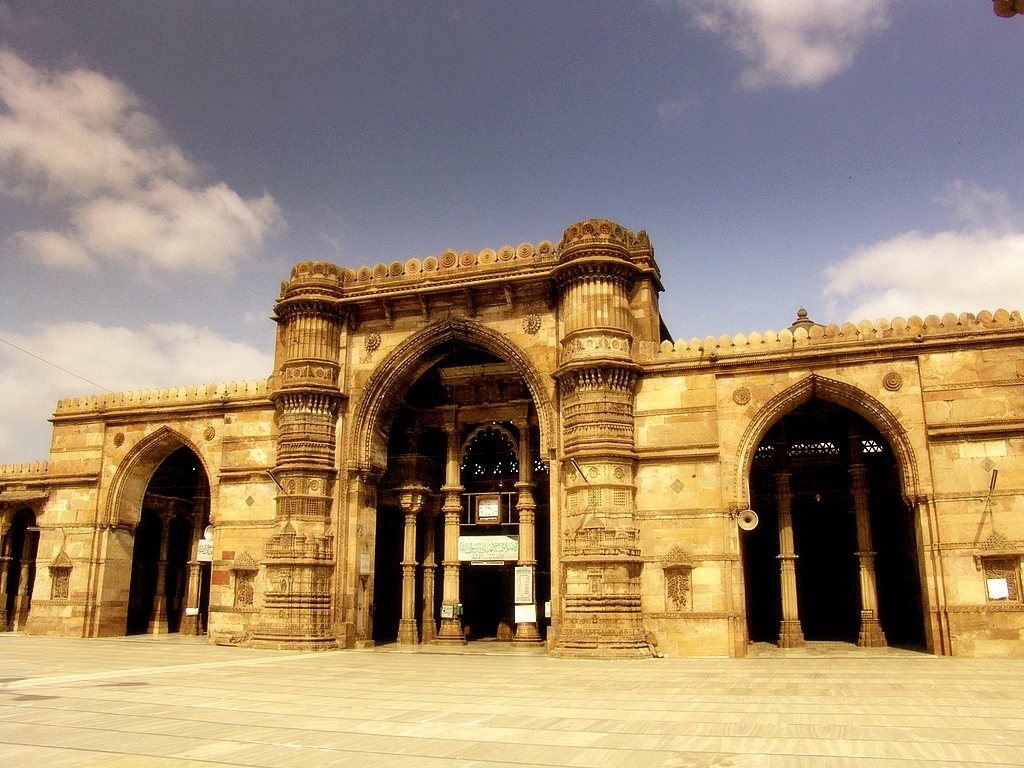
Im indo-islamischen Mischstil von Gujarat (Westindien) verschmelzen islamische Bauformen mit markanten hinduistisch-jainistischen Elementen. An der Freitagsmoschee (vollendet 1424) in Ahmedabad finden sich neben den typisch islamischen Kielbögen der Maqsurah auch reich gegliederte Säulen mit Architraven in der Bethalle, der Tempelkunst entlehnte Steinmetzarbeiten an den Minaretten und ein Konsoldach über dem Pishtaq.

Eine tiefe Durchmischung islamischer und hinduistisch-jainistischer Merkmale kennzeichnet die Architektur des westindischen Gujarat, vom 14. bis 16. Jahrhundert ein eigenständiges Sultanat. Die gujaratischen Moscheen entsprechen im Grundriss dem Typus der Hofmoschee. In der baulichen Ausführung und der individuellen Ausgestaltung haben jedoch unverkennbar hinduistisch-jainistische Tempelbauten auf die Moschee gewirkt. In Säulenkonstruktionen finden sich islamische Bögen und Gewölbe oft neben konsolengestützten Architraven. Säulen, Portale und Minarette sind durch hinduistisch-jainistischen Einfluss fein gegliedert und verziert. Aus der westindischen Profanarchitektur stammen das vor allem bei Fenstern und Balustraden auftretende steinerne Maßwerk (Jali) und der konsolengestützte, überdachte Balkon (Jharokha), der an Fassaden zum Einsatz kam. Die Schmuckmotive sind teils der nicht-islamischen Kunst entlehnt, so die Pflanzenranken in den Jali-Fenstern der Sidi Saiyyed-Moschee in Ahmedabad. Viele Moscheen umfassen mandapa-artige Säulenbethallen mit Kragkuppeldächern, beispielsweise die 1424 fertiggestellte Freitagsmoschee in Ahmedabad, die zu den herausragendsten Baudenkmälern im gujaratischen Stil zählt. Ihre Maqsurah verbindet die islamische Arkade mit hinduistischen Steinmetzarbeiten, welche besonders bei den Minaretten, die wie bei den timuridischen Moscheen Zentralasiens den Pishtaq beidseitig flankieren, an die Shikharas gujaratischer Hindu-Tempel anklingen.
Während die den an und für sich gegensätzlichen Kunstvorstellungen des Islam und der einheimischen Religionen entnommenen architektonischen Elemente in den Moscheen Ahmedabads zu einem kontrastiven, aber harmonischen Ganzen zusammengefügt sind, zeigt sich in der 1485 erbauten Freitagsmoschee von Champaner eine besonders eigentümliche Stilmischung. Ihr Grundriss hat exakt die Proportionen persischer Hofmoscheen übernommen, gleicht jedoch im Aufriss mit offener Pfeilerhalle, flachen Kragkuppeln und dreistöckig erhöhtem Mittelschiff einem jainistischen Tempel. Die großflächige Maqsurah der Bethalle knüpft mit ihren Arkaden stärker an die islamische Formensprache an, wirkt aber wie eine der nachträglich angefügten Blendfassaden der frühislamischen Epoche in Indien.

### Bengalen
Bengalen, das erst verhältnismäßig spät islamisiert worden war, schied 1338 als erste Provinz aus dem Reichsverband des Delhi-Sultanats aus. Es wurde in geringerem Maße als andere Regionen von der Baukunst Delhis beeinflusst, sodass sich in der langen Zeit der Unabhängigkeit bis zur Eroberung durch die Moguln 1576 ein stark von lokalen Traditionen beeinflusster Regionalstil herausbilden konnte. Da Bengalen arm an Steinvorkommen ist, dienten vor allem gebrannte Ziegel als Baumaterial. Im 13. und frühen 14. Jahrhundert wurden zunächst noch Tempelspolien verwendet, um Moscheen in Anlehnung an den frühen Sultanatsstil und den Tughluq-Stil zu errichten. Die große Adina-Moschee von 1374 in Pandua (Westbengalen, Ostindien) entspricht noch dem Typus der indischen Hofmoschee. Spätere Moscheen in Pandua und Gaur (indisch-bangladeschische Grenze) sind dagegen weitaus kleinere, kompakte Bauten ohne Hofanlage. In Anpassung an die besonders niederschlagsreichen Sommer sind sie vollständig überdacht. Je nach Größe der Moschee ruhen eine oder mehrere Kuppeln auf konvex gekrümmten Dächern. Die krummlinige Dachform leitet sich von den regionaltypischen, dörflichen Lehmhäusern ab, welche traditionell mit Palmblättern gedeckte Dachkonstruktionen aus gebogenen Bambusstäben besitzen. Im Dekor verdrängten hinduistisch inspirierte Muster die Zierformen des Delhi-Sultanats. Als Fassadenverkleidung kamen oft farbig glasierte Terrakottatafeln zum Einsatz. Als Höhepunkt des bengalischen Moscheenstils gilt die Chhota-Sona-Moschee im bangladeschischen Teil von Gaur. Um die Wende zum 16. Jahrhundert auf rechteckigem Grundriss erbaut, besitzt sie fünf Schiffe mit zackenbogigen Portalen und je drei überkuppelten Jochen.

### Kaschmir
Die nordindische Berglandschaft Kaschmir geriet in der ersten Hälfte des 14. Jahrhunderts unter islamische Herrschaft, war aber nie Bestandteil des Sultanats von Delhi. Die architektonische Entwicklung blieb daher weitgehend unbeeinflusst von der Baukunst Delhis. Kaschmirs Unabhängigkeit als Sultanat endete 1586 mit der Unterwerfung durch das Mogulreich. Nirgendwo auf dem indischen Subkontinent wurde die islamische Architektur so stark von einheimischen Traditionen geprägt wie in Kaschmir. Viele Moscheen sind äußerlich kaum als solche zu erkennen, da sie nach dem Vorbild hinduistischer Tempel der Region als kompakte Würfelbauten, seltener als Komplexe mehrerer solcher Würfelbauten, aus Holz und Backstein errichtet wurden. Ihre pfeilergestützten, meist geschwungenen Dächer stehen, wie auch bei kaschmirischen Wohnhäusern, weit über und besitzen einen hohen, schlanken Turmaufbau, der den pyramidenförmigen Tempeltürmen Kaschmirs nachempfunden ist. Die Spitzen der Turmaufbauten sind zuweilen als schirmartige Bekrönungen ausgebildet, die wiederum auf die Chhattras des altindischen buddhistischen Stupas zurückgeführt werden können. Größere Moscheen umfassen zudem einen offenen, kubischen Pavillon (Mazina) mit steilem Türmchen, der die Funktion eines Minaretts übernimmt. Im Dekor wechseln sich einheimisches Schnitzwerk und Intarsien mit bemalten Wandfliesen persischen Ursprungs ab. Ein typisches Beispiel für den kaschmirischen Moscheenstil ist die um 1400 erbaute Shah-Hamadan-Moschee in Srinagar (Jammu und Kashmir, Nordindien). Kaschmirische Grabmäler unterscheiden sich kaum von den Moscheen. Erst in der Mogulzeit traten typische Merkmale der indo-islamischen Architektur hinzu. Die Freitagsmoschee von Srinagar, die in ihrer heutigen Form weitestgehend aus dem 17. Jahrhundert stammt, hat kielbogige Iwane und Pishtaqs, die einen Hof umschließen. Die pagodenähnlichen Turmaufbauten der Pishtaqs entsprechen dagegen dem landesüblichen Stil.

## Grabmal

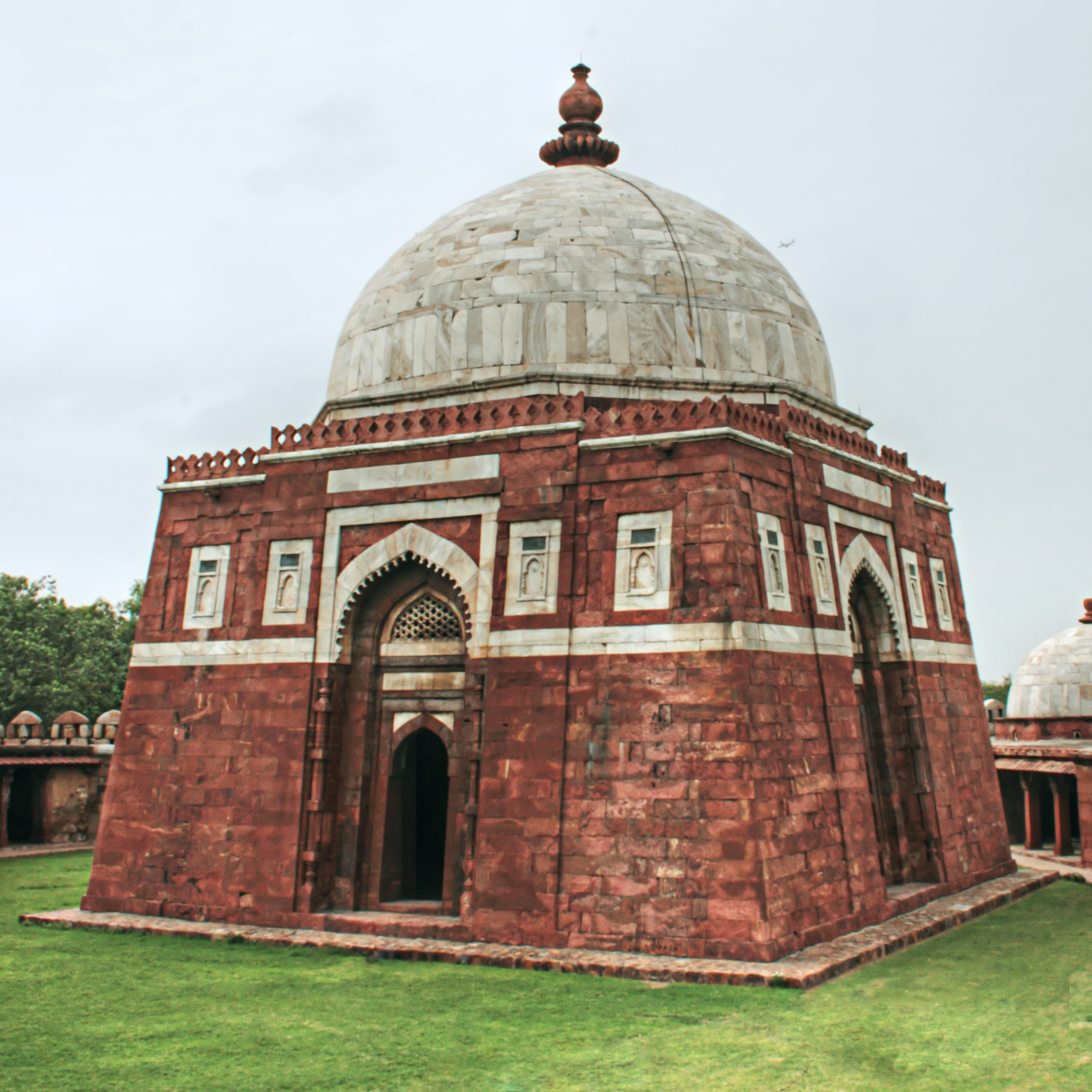
Grundform des frühen indo-islamischen Grabmals ist ein kubischer Baukörper mit Kuppeldach. Das Grab des Ghiyas-ud-Din (um 1325) in Delhi weist mit seinen geböschten Mauern und dem puritanischen Fassadenschmuck zudem die typischen Stilmerkmale der Tughluq-Zeit auf.

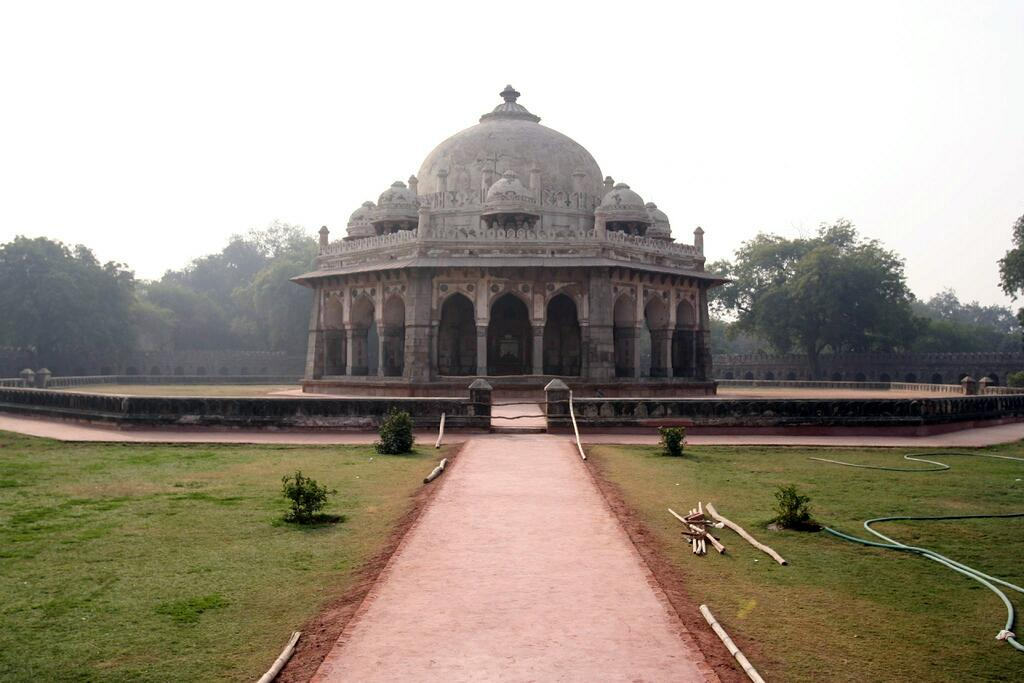
Das Grab Isa Khans (um 1548) in Delhi steht für den Mausoleumsstil der späten Sultanatszeit. Charakteristisch sind der achteckige Grundriss, die Kuppel und der umstehende Arkadengang mit Konsoldach. Die Lotosspitze der Kuppel und die Chattris auf dem Konsoldach greifen Merkmale des späteren Mogulstils voraus.

Anders als Hindus verbrennen Muslime ihre Toten nicht, sondern beerdigen sie. Während die Gräber einfacher Menschen meist schmucklos und anonym waren, erhielten zu Lebzeiten einflussreiche Persönlichkeiten wie Herrscher, Minister oder Heilige oft monumentale Grabbauten. Die Lage der unterirdischen steinernen Grabkammer (qabr) markiert ein Kenotaph (zarih) im oberirdisch gelegenen Teil (huzrah) des Grabmales. Da das Gesicht des Verstorbenen in jedem Falle gen Mekka zeigen muss (Qibla), enthalten auch indo-islamische Mausoleen den nach Westen weisenden Mihrab. Gräber bedeutender Heiliger entwickelten sich oft zu Wallfahrtszentren.
Kleinere Mausoleen wurden häufig als sogenanntes Baldachingrab nach Bauart eines hinduistisch-jainistischen Pavillons ausgeführt. Dazu wurde über dem Kenotaph ein Säulendach mit halbkugelförmiger oder leicht konischer Kragkuppel errichtet. Solche Baldachingräber finden sich in großer Zahl auf den Gräberfeldern in der pakistanischen Landschaft Sindh, unter anderem in Chaukhandi, sowie im nordwestindischen Bundesstaat Rajasthan. Größere Grabmalbauten wurden unter Einbeziehung persischer Stilmerkmale in Mauerwerk ausgeführt. Dabei entstanden herausragende Bauten, von denen einige zu den bedeutendsten Baudenkmälern Indiens gehören.

### Sultanat von Delhi
Am Anfang der Entwicklung des indo-islamischen Mausoleums steht das um 1236 erbaute Grabmal des Sultans Iltutmish in Delhi (Nordindien). Das Kenotaph befindet sich hier in der Mitte eines massiven, würfelförmigen Raumes, dessen quadratischer Grundriss durch kielbogenförmige Trompen in ein Achteck überführt wurde. Die Trompen stützen Architrave als Grundlage einer nicht mehr erhaltenen, nur noch in Ansätzen zu erkennenden Kragkuppel. Wie bei den frühen Moscheen ist die reiche plastische Ausschmückung des Grabmals auf die Abhängigkeit der muslimischen Bauherren von hinduistischen Steinmetzen zurückzuführen. Bestanden die ersten Moscheen aber noch vollständig aus Tempelspolien, so wurde für das Grab des Iltutmish vermutlich auch frisch gebrochener Stein verwendet. Über dem Grabmal Balbans (um 1280) erhob sich erstmals ein echtes Gewölbe, das jedoch gleichfalls nur noch im Ansatz zu erkennen ist.
Um 1325, in der Frühzeit der Tughluq-Dynastie, entstand das Mausoleum für Ghiyas-ud-Din in Delhi. Der allgemeinen Tendenz jener Epoche folgend, erhielt das erneut würfelförmige, überkuppelte Gebäude festungsartig geböschte Mauern. Der Schlussstein der Trompenkuppel gleicht einem hinduistischen Amalaka, während der sparsame, abstrakte Fassadendekor aus weißem Marmor auf rotem Sandstein ganz in der Tradition des Islam steht. Ebenfalls in der frühen Tughluq-Zeit, vermutlich noch in der Regierungszeit Ghiyas-ud-Dins, wurde mit dem weitaus größeren Mausoleum für den Sufi-Heiligen Rukn-i-Alam in Multan (Punjab, Pakistan) zum ersten Mal ein Grabmal auf achteckigem Grundriss erbaut. Die eigentliche Grabkammer steigt von einem hohen, fensterlosen Unterbau mit sich stark verjüngenden Türmen an den acht Eckpunkten auf. Auch hier finden sich die geböschten Mauern und die Trompenkuppel als typisches Charakteristikum des Tughluq-Stils. Dagegen bezeugen der achteckige Grundriss, die Verwendung von Backstein als Hauptbaustoff, die stangenartige Metallspitze der Kuppel und die Fassadenverkleidung aus farbigen Kacheln persischen Einfluss.
Auch in Delhi setzte sich der achteckige Grundriss in der zweiten Hälfte des 14. Jahrhunderts durch, wie am Grab des Ministers Khan-i-Jahan aus der Zeit Firuz Shahs zu sehen ist. Dies ist möglicherweise so, weil das dem Kreis angenäherte Achteck als Grundlage des Unterbaus bessere statische Eigenschaften beim Bau einer Kuppel mit sich bringt als das Quadrat, welches kompliziertere Trompenlösungen erfordert. Unter der Sayyid-Dynastie etablierte sich in der ersten Hälfte des 15. Jahrhunderts ein Typus, der neben dem achteckigen Grundriss durch eine bisweilen mittels eines Tambours erhöhte Kuppel sowie durch einen umstehenden Arkadengang mit Konsoldach gekennzeichnet ist. Diesen Typus vertritt das Mausoleum Muhammad Shahs in Delhi, dessen Kuppelabschluss in der Form eines Lotos und Zierpavillons (Chattris) auf dem Arkadendach bereits einige Merkmale späterer mogulischer Moscheen und Grabmäler vorwegnimmt. Ihm folgen in der ersten Hälfte des 16. Jahrhunderts die sehr ähnlichen Gräber Isa Khans in Delhi und Sher Shahs in Sasaram (Bihar, Nordostindien) nach.

### Mogulreich

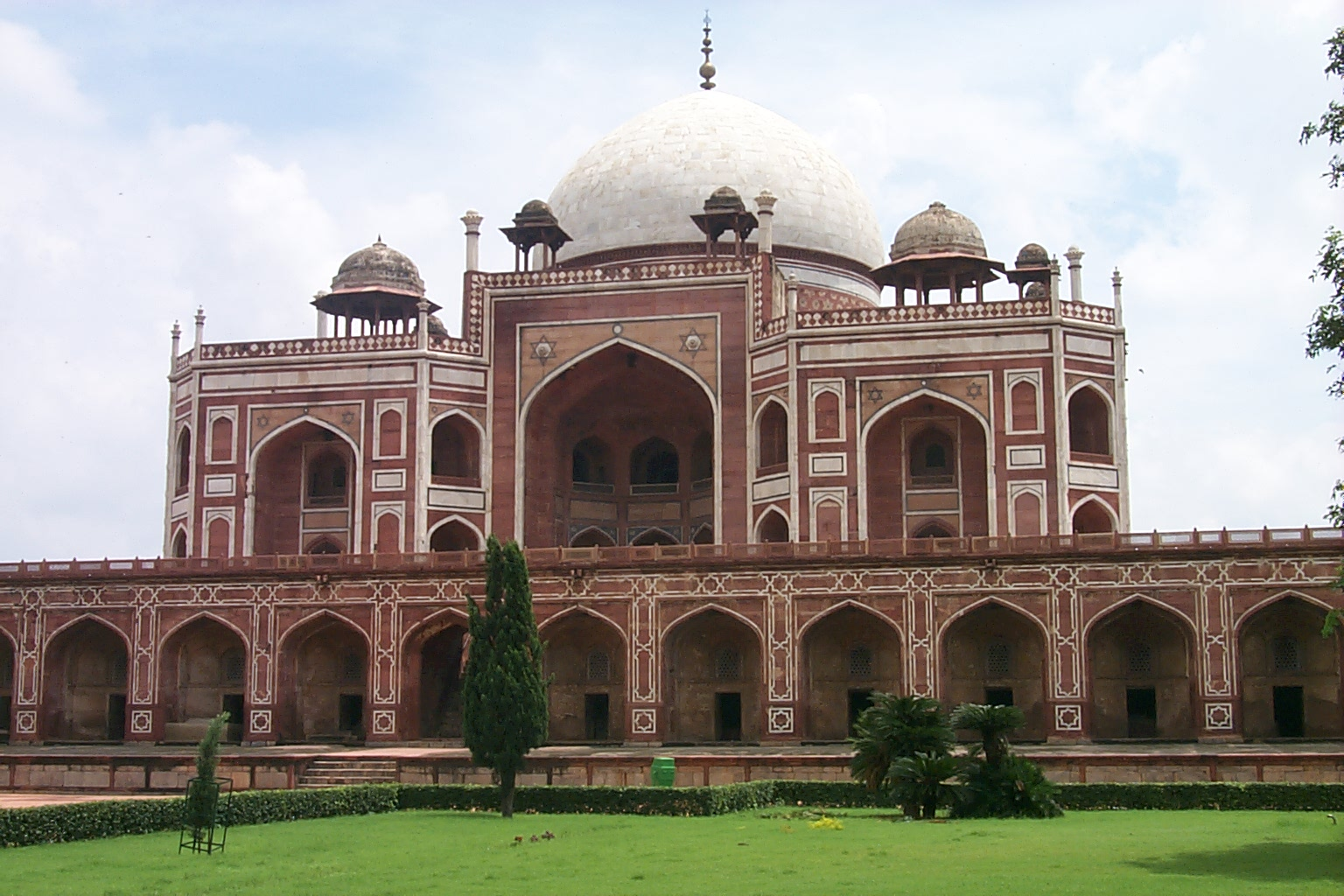
Das Grabmal Humayuns (1562–1571) in Delhi weist vorwiegend persische Stilmerkmale auf, so die doppelschalige Kuppel, die kielbogigen Iwane und den flächigen Fassadenschmuck. Indischen Ursprungs sind die Verwendung von rotem Sandstein als Baumaterial und die Chattris.

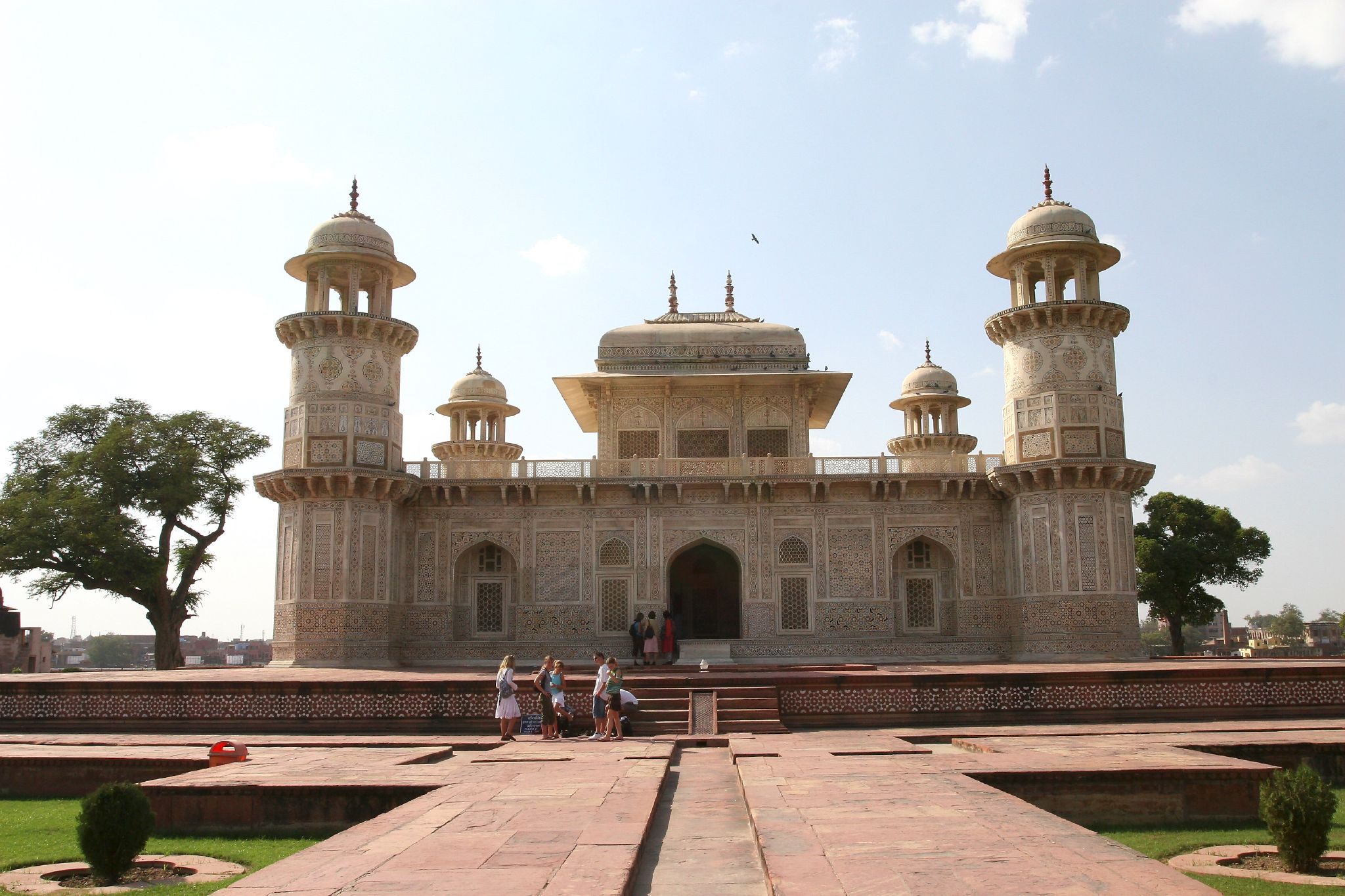
Am Übergang vom durch rote Sandsteinbauten geprägten frühen Mogulstil zum verfeinerten Stil der Shah-Jahan-Zeit steht das aus weißem Marmor erbaute Grabmal des Itimad-ud-Daula (1622–1628) in Agra (Uttar Pradesh, Nordindien).

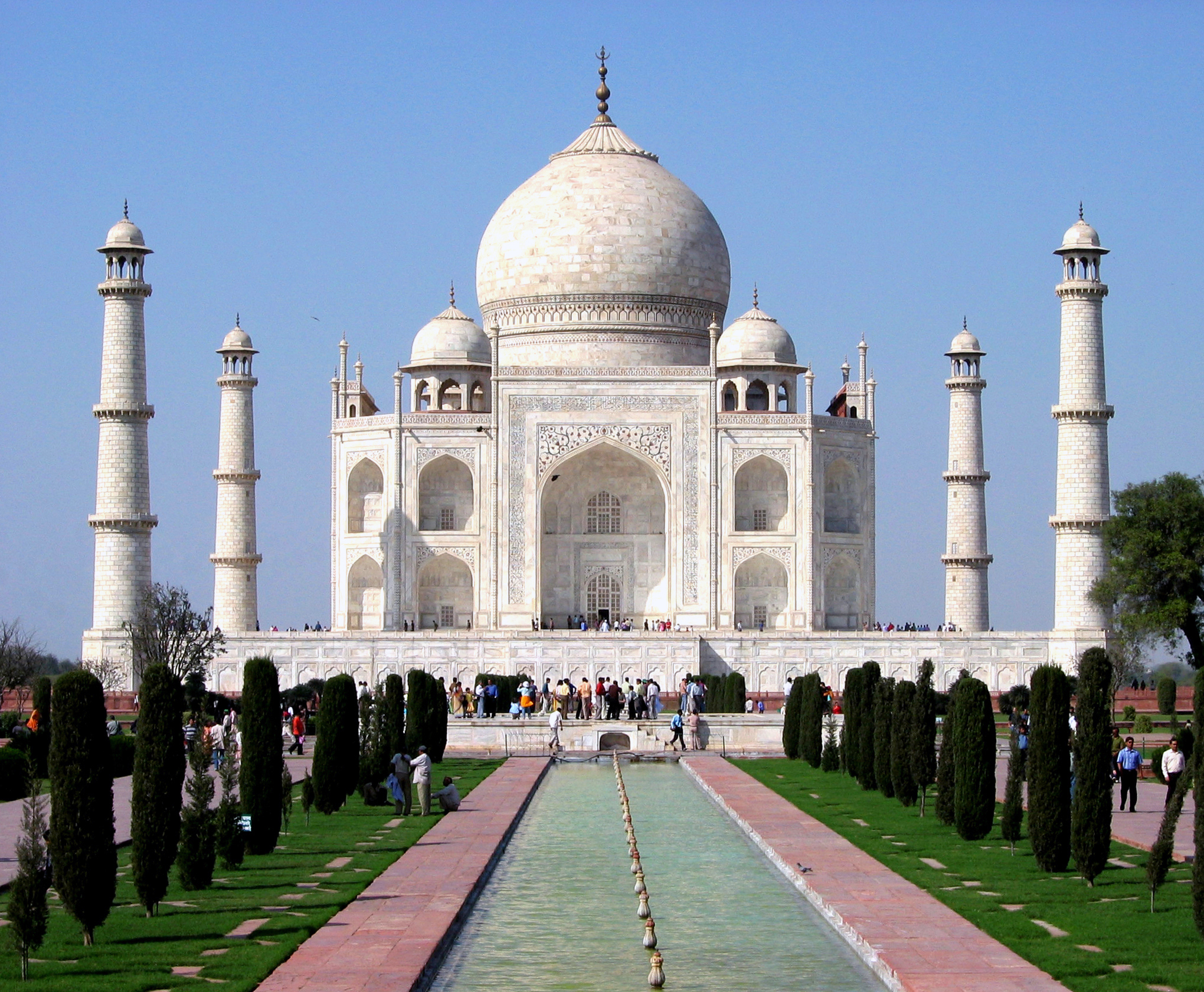
Die mogulische Grabmalarchitektur gipfelt im Taj Mahal (1631–1648) in Agra, das zu den schönsten und bekanntesten Bauwerken Indiens zählt. Prägend sind die ausgewogenen Proportionen und die kostbare Fassadengestaltung mit Pietra-dura-Mosaiken.

Wegbereiter des mogulischen Grabmalstils war das Mausoleum des Mogulkaisers Humayun in Delhi, das 1571 als erstes monumentales Grabmal und als erster Monumentalbau der Mogulzeit überhaupt fertiggestellt wurde. Es besteht aus einem achteckigen, überkuppelten Mittelraum, dem vier in die Himmelsrichtungen weisende Pishtaqs mit je zwei Chattris vorgelagert sind. Die Kuppel ist als erste auf dem indischen Subkontinent doppelschalig ausgeführt, d. h., es wurden zwei Kuppeldächer übereinander gesetzt, so dass die innere Raumdecke nicht mit der Wölbung der Außenkuppel übereinstimmt. Spätere Baumeister machten sich diese Bauform zunutze, um die äußere Scheinkuppel immer stärker zwiebelförmig auszuwölben. Vier identische, achteckige Eckbauten mit je einem großen chattri auf dem Dach füllen die Nischen zwischen den Pishtaqs, sodass der gesamte Baukörper äußerlich als Quadratbau mit abgeschrägten Ecken und eingerückten Pishtaqs erscheint. Das eigentliche Mausoleum erhebt sich auf einem stockwerkhohen, terrassenartigen Sockel, in dessen Außenwände zahlreiche iwane eingelassen wurden. Humayuns Grabmal vereint aus der einheimischen Bautradition übernommene und persische Elemente in sich, wobei letztere deutlich überwiegen, da nicht nur der Architekt aus Persien stammte, sondern im Gegensatz zu vielen früheren Bauvorhaben auch ein großer Teil der beim Bau eingesetzten Handwerker ausländischer Herkunft war. So sind indische Architrave, Konsolen und plastische Verzierungen vollständig zu Gunsten von Kielbögen und flächigem Fassadenschmuck zurückgedrängt. Die persische Vorliebe für symmetrische Formen spiegelt sich sowohl im Grabmal als auch in der dieses umgebenden, ummauerten Gartenanlage wider. Letztere entspricht dem Typus des Char Bagh mit quadratischem Grundriss und vier Fußwegen, die ein Achsenkreuz bilden und den Garten somit in vier kleinere Quadrate unterteilen.
Das Grabmal des Kaisers Akbar, der der indischen Architektur sehr zugetan war, in Sikandra (Uttar Pradesh) hingegen nimmt starke Anleihen bei der hinduistischen Baukunst. Auf quadratischem Grundriss angelegt, steigt es pyramidenartig in fünf zurückspringenden Stockwerken auf. Während sich das sockelartige Erdgeschoss mit einer Fassade aus persischen Iwanen und einem Pishtaq an allen vier Seiten der islamischen Formensprache bedient, sind die Obergeschosse in Anlehnung an hinduistische Tempelhallen als offene Säulenhallen, bereichert um das islamische Gewölbe, konzipiert. Das sonst übliche Kuppeldach indes fehlt.
Unter Akbars Nachfolgern im 17. Jahrhundert erfolgte wieder eine stärkere Hinwendung zu persischen Stilmerkmalen, ohne jedoch die indo-islamische Symbiose aufzugeben. Zugleich löste weißer Marmor den roten Sandstein als wichtigstes Baumaterial ab, und die Formen nahmen allgemein weichere Züge an. Den Übergang vom frühen zum gereiften mogulischen Mausoleumsstil markiert das zwischen 1622 und 1628 erbaute Grabmal des Ministers Itimad-ud-Daula in Agra (Uttar Pradesh). Der kleine, vollständig aus Marmor errichtete Bau steht auf quadratischem Grundriss. Vier chattri-bekrönte Minarette betonen die Eckpunkte, während der Hauptbau nicht von einer Kuppel, sondern von einem Pavillon mit geschwungenem, weit überstehendem Dach im bengalischen Stil abgeschlossen wird. Kostbare Einlegearbeiten in Pietra-dura-Technik zieren die Fassade.
Vollzogen ist der Stilwandel schließlich mit dem 1648 fertiggestellten Taj Mahal in Agra, dem Mausoleum für die Hauptfrau des Mogulherrschers Shah Jahan, das alle früheren und späteren Bauwerke der Mogulzeit an Ausgewogenheit und Prachtentfaltung übertrifft und daher als Höhepunkt der Mogularchitektur gilt. Der Taj Mahal kombiniert Charakteristika verschiedener Vorgängerbauten miteinander, vermeidet aber gezielt deren Schwachpunkte. Vom Grabmal Humayuns hat er die Anordnung von vier Eckbauten mit Dachpavillons um einen überkuppelten Zentralbau mit Pishtaq an jeder der vier Seiten und den quadratischen Grundriss mit abgeschrägten Ecken übernommen. Allerdings ragen die Eckbauten nicht aus der Ebene der Pishtaq-Fassaden hervor. Zudem ist der Abstand zwischen den Dachpavillons und der Kuppel geringer als am Grabmal Humayuns, wodurch der Taj Mahal einen harmonischeren Gesamteindruck erzielt als das ältere Mausoleum, dessen Wirkung unter der räumlichen Separierung der Eckbauten vom Hauptbau leidet. Die durch einen Tambour erhöhte, doppelschalige Zwiebelkuppel des Taj Mahal ist stark ausladend und greift die Lotosspitze früherer Moschee- und Mausoleumsbauten auf. Der quadratische Unterbau, an dessen Eckpunkten vier hohe, schlanke Minarette stehen, erinnert an das Grabmal Jahangirs in Lahore (Punjab, Pakistan), das aus einer einfachen, quadratischen Plattform mit Ecktürmen besteht. Wie bereits das Grab des Itimad-ud-Daula zieren Pietra-dura-Einlegearbeiten aus Marmor und Halbedelsteinen die weißen Marmorwände des Taj Mahal. Insgesamt ist die Fassadengestaltung mit den beiden übereinander angeordneten Iwanen jeweils beiderseits der großen Iwane der Pishtaqs an ein älteres Grabmal in Delhi, das des Khan-i-Khanan (um 1627), angelehnt. Wie viele frühere Mausoleen umgibt das Taj Mahal eine ummauerte Gartenanlage des Char-Bagh-Typus.
Die späten mogulischen Grabmäler sind vom allgemeinen Formverfall seit der Herrschaft Aurangzebs gekennzeichnet. Das 1679 erbaute Bibi-Ka-Maqbara in Aurangabad (Maharashtra, Zentralindien) ähnelt stark dem Taj Mahal, ist jedoch kleiner, gedrungener und entbehrt dessen kostbarer Ausgestaltung. Die Kuppeln der Dachpavillons wiederholen hier die Hauptkuppel, ein häufiges Motiv der Dekkan-Architektur. Letzter bedeutender Ausläufer des Mogulgrabmals ist das Mausoleum Safdar Jangs von 1754 in Delhi. Hier stehen die Minarette nicht frei an den Eckpunkten einer Plattform, sondern lehnen sich direkt an den Hauptbau.

### Dekkan

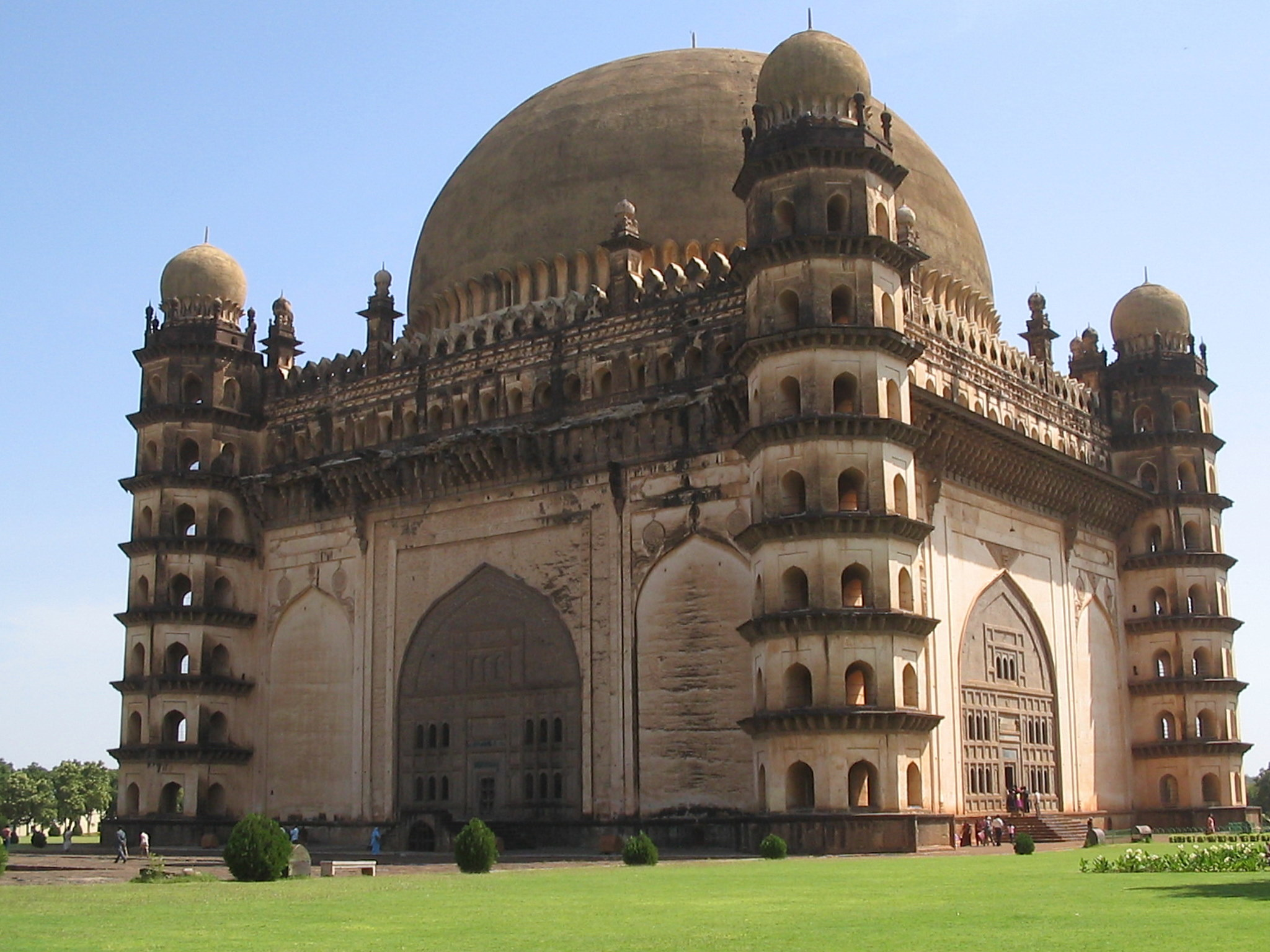
Das Mausoleum Gol Gumbaz (vollendet 1659) in Bijapur (Vijayapura) in Karnataka, Südwestindien, ist der größte Kuppelbau Indiens. Typisch für den späten Dekkan-Stil sind die aus einem Blütenkelch aufsteigende Kuppel und das weit auskragende Schattendach. Der Zinnenkranz auf dem quadratischen Baukörper ist ein allgemeines Merkmal auch der älteren Dekkan-Grabmäler.

Der Aufbau der frühen Grabmäler aus der Anfangszeit der Bahmaniden um die Mitte des 14. Jahrhunderts gleicht dem der Tughluq-Mausoleen des Delhi-Sultanats. Auf quadratischem, einstöckigem Baukörper ruht eine niedrige Trompenkuppel. Das wehrhafte Äußere ist schmucklos und mit Ausnahme des Portals ringsum geschlossen. Typisch ist ein Zinnenkranz als oberer Abschluss des Mauerwürfels mit besonderer Betonung der Eckpunkte. Ab dem späten 14. Jahrhundert kamen daneben auch rechteckige Grundrisse auf, die durch die Aneinanderreihung zweier quadratischer Kuppelgräber auf einem gemeinsamen Sockel entstanden. Das Grabmal Firuz Shah Bahmanis in Gulbarga (Karnataka, Südwestindien), vollendet um 1422, markiert den Übergang zu einem aufwändigeren Baustil. Es wurde nicht nur im Grundriss durch Dopplung eines quadratischen Baukörpers, sondern auch im Aufriss durch ein zweites Stockwerk erweitert. Die Fassade gliedern kielbogige Iwane im unteren Bereich sowie kielbogige Fenster mit Steingittern auf Höhe des Obergeschosses.
In Bidar, Bijapur (beide Karnataka) und Golkonda (Telangana, Südostindien) entstanden bis ins 17. Jahrhundert hinein weiterhin Gräber auf quadratischem Grundriss. Gestreckte Tambourkuppeln akzentuieren die zunehmende Höhentendenz. Ab dem späten 15. Jahrhundert stiegen die Kuppeln über der Kämpferlinie in zwiebelförmiger Wölbung aus einem Lotosblütenkelch auf. Der Lotosdekor ist ebenso wie viele andere Zierelemente der späten Dekkan-Architektur, etwa konsolengestützte Schattendächer, auf hinduistischen Einfluss zurückzuführen. Später Höhepunkt des Dekkan-Mausoleums ist der 1659 beendete Gol Gumbaz in Bijapur, der größte Kuppelbau Indiens. Der Gol Gumbaz steht unter osmanischem Einfluss, da sowohl die Herrscherfamilie des Sultanats Bijapur als auch einige der am Bau beteiligten Handwerker türkischer Abstammung waren. Das Mausoleum besitzt einen gewaltigen kubischen Baukörper, an dessen Eckpunkten vier siebenstöckige Türme auf achteckigem Grundriss stehen. Jeder Turm wird von einer leicht ausladenden Lotoskuppel bekrönt, während die Hauptkuppel halbrund ist. Die Ausgestaltung der Fassaden und des Inneren wurde nie vollendet.

## Palast

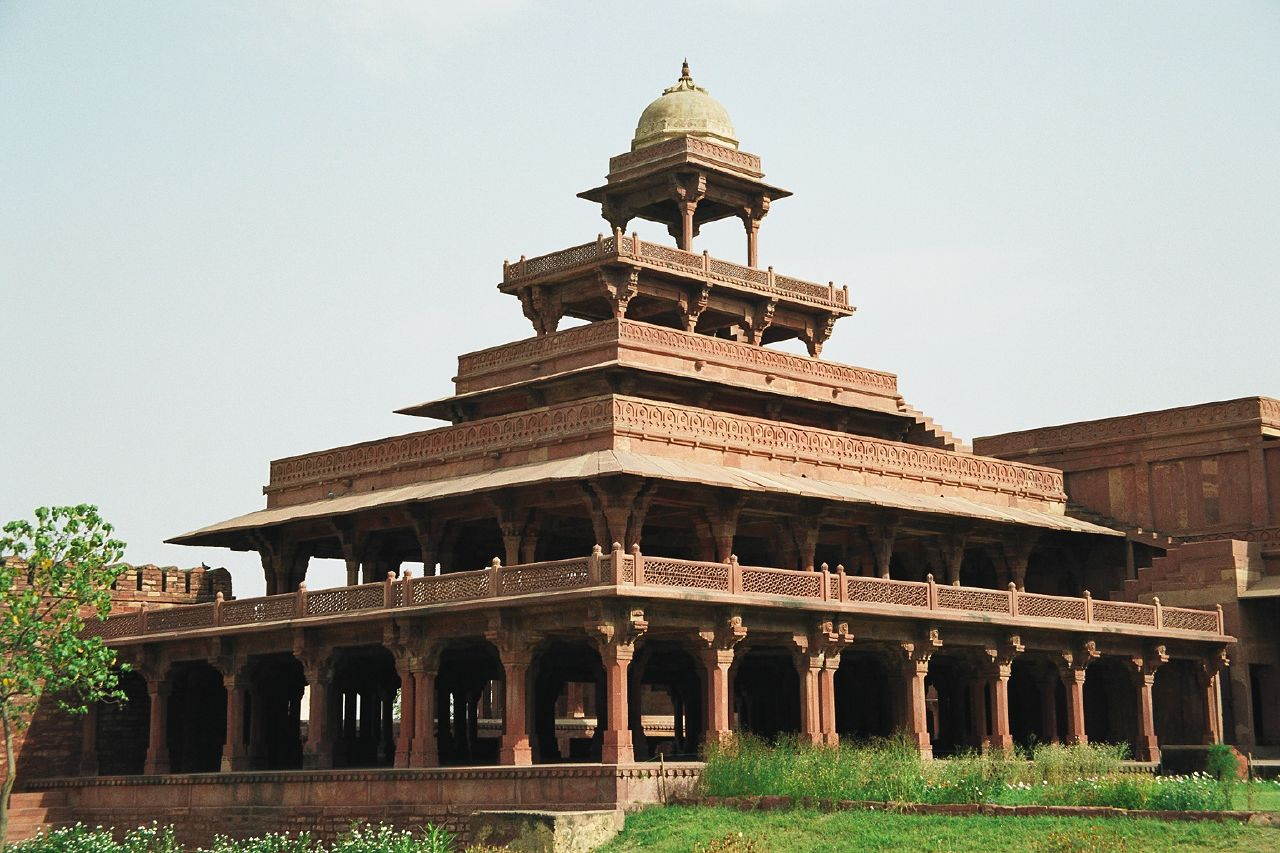
Der Panch Mahal (um 1570) aus der Akbar-Zeit in Fatehpur Sikri (Uttar Pradesh, Nordindien) bedient sich ausschließlich hinduistischer Konstruktionsformen wie Stürze, Konsolen, Kragdächer und Kragkuppelpavillons, vermeidet aber die Ordnungs- und Raumprinzipien der hinduistischen Kosmologie.

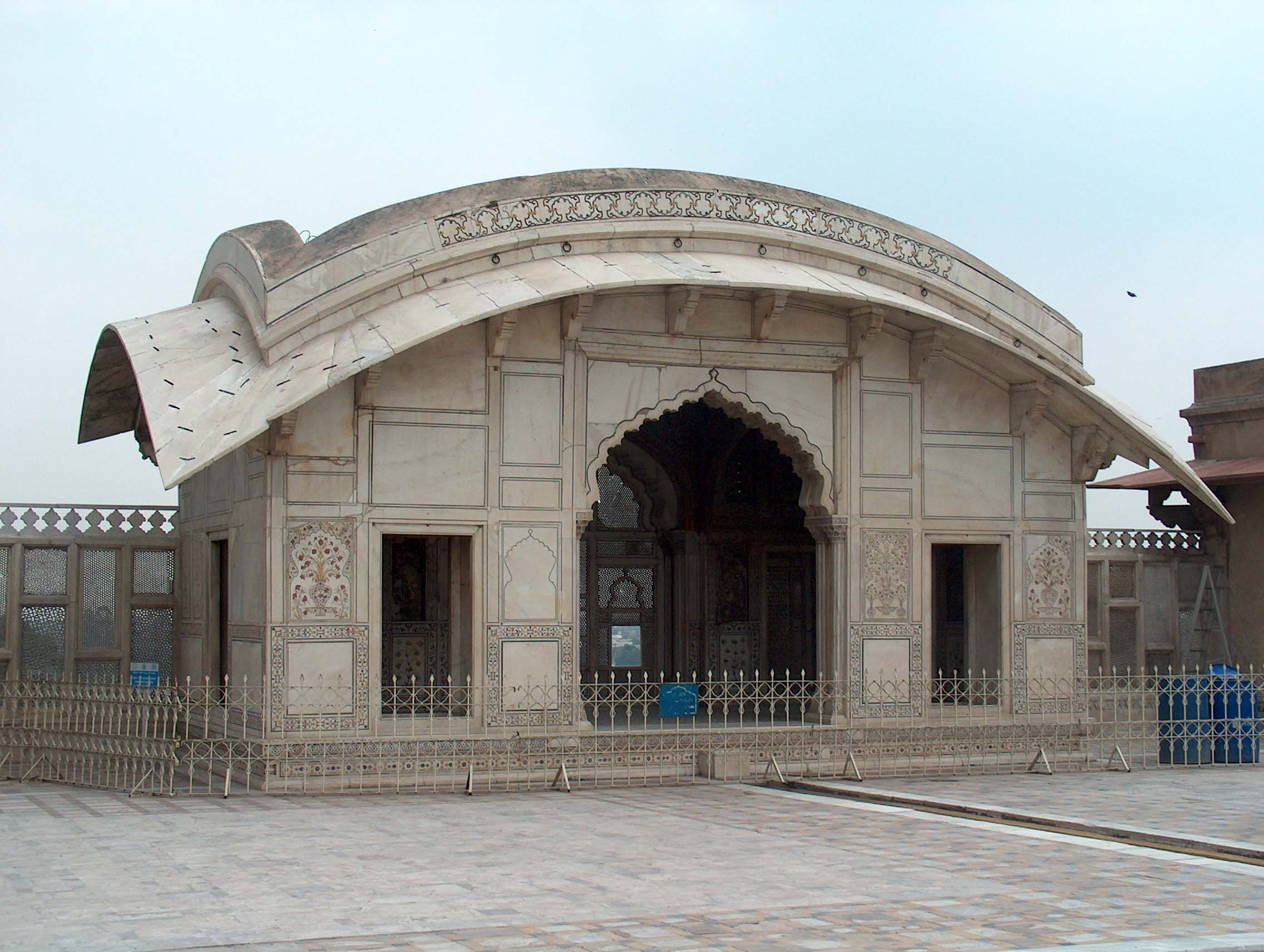
Zur Zeit Shah Jahans löste der weiße Marmor den roten Sandstein als Hauptbaustoff ab. Islamische Elemente, wie Zackenbögen und flächiger Fassadendekor, dominierten. Neben flach gedeckten Hallen und Pavillons finden sich krummlinig begrenzte Dächer bengalischer Bauart, wie hier am Naulakha-Pavillon (1633) in Lahore (Punjab, Pakistan).

Die islamischen Residenzen des indischen Mittelalters haben mit Ausnahme weniger Mauerreste, etwa in Tughlaqabad auf dem Gebiet des heutigen Delhi, nicht überdauert. In Chanderi und Mandu (Madhya Pradesh, Zentralindien) vermitteln Ruinen aus dem 15. und frühen 16. Jahrhundert noch eine vergleichsweise gute Vorstellung von den Palästen der Sultane von Malwa. Der um 1425 erbaute Hindola Mahal in Mandu besteht aus einer von breiten Kielbögen überspannten Langhalle, an deren Nordende sich ein Querbau mit kleineren Räumen anschließt. Hohe Spitzbögen durchbrechen die starken, wie in der Tughluq-Zeit festungsartig geböschten Außenmauern der Halle. Die Dachkonstruktion ist nicht erhalten. Indische Jharokhas lockern die ansonsten völlig schmucklose Fassade des Querbaus auf. Weitläufige Terrassen, teils mit Wasserbecken, und aufgesetzte Kuppelpavillons lassen die späteren Paläste von Mandu weitaus weniger wehrhaft erscheinen. Spitzbögen prägen die Fassaden, während hinduistische Elemente wie Jharokhas und Jali-Gitter fehlen.
Am Beginn der mogulischen Palastarchitektur steht das in der zweiten Hälfte des 16. Jahrhunderts entstandene Fatehpur Sikri, das einige Jahre lang Hauptstadt des Mogulreiches war. Der Palastbezirk besteht aus mehreren, versetzt zueinander angeordneten Höfen, um die sich alle Bauten gruppieren. Zu den wichtigsten Bauwerken gehören die öffentliche Audienzhalle (Diwan-i-Am), die private Audienzhalle (Diwan-i-Khas) und der Panch Mahal. Die öffentliche Audienzhalle ist ein einfacher, rechteckiger Pavillon, während sich die quadratische private Audienzhalle über zwei Stockwerke erhebt. Das Erdgeschoss besitzt einen Eingang auf allen vier Seiten, das erste Stockwerk umgibt eine balkonartig vorkragende Galerie, und auf den Eckpunkten des Daches ruht je ein Chattri. Einzigartig ist die Raumaufteilung im Inneren: In der Mitte befindet sich eine Säule, die nach oben wie das Geäst eines Baumes auskragt. Sie stützt die Plattform, auf der früher der Thron des Mogulherrschers Akbar I. stand. Von der Thronplattform aus führen Stege brückenartig in alle vier Himmelsrichtungen. Der Panch Mahal zeigt sich als offene fünfstöckige Stützenhalle, die auf zwei Seiten zur Stufenpyramide aufsteigt. Im Gegensatz zu anderen baulichen Anlagen der Mogulzeit, die sich durch eine Verschmelzung persisch-islamischer und indisch-hinduistischer Elemente auszeichnen, wurde der Palastkomplex von Fatehpur Sikri vollständig in indischer Bauweise mit Säulen-Architrav-Konstruktionen, Flachdecken, Konsolen, Chajjas und kragkuppelgedeckten Chattris aus rotem Sandstein errichtet. Islamische Bögen, Gewölbe und flächige Fassaden fehlen gänzlich. Dagegen weicht die freie Anordnung der Höfe und Bauwerke ebenso wie der asymmetrische Aufbau etwa des Panch Mahal deutlich von der kosmologisch begründeten Formstrenge der hinduistischen Baukunst ab. Auch fehlt den Bauten die massige Schwere hinduistischer Tempel oder Palastburgen.
Auch der etwa zur gleichen Zeit wie Fatehpur Sikri entstandene Jahangiri Mahal in Agra (Uttar Pradesh, Nordindien) ist im Inneren überaus indisch. Rechteckige und quadratische Säulen mit weit ausladenden Konsolen stützen das erste Obergeschoss. Dessen Flachdecke ruht auf schräg gelagerten Steinbalken, welche die statische Funktion eines Gewölbes übernehmen. Entlang der Fassade zum Hof, der exakt im Zentrum des im Gegensatz zum Panch Mahal von Fatehpur Sikri völlig symmetrischen Bauwerks liegt, zieht sich ein konsolengestütztes Schattendach auf der Höhe des ersten Stockwerks. Erst an der Außenfassade treten persische Formen zutage. Den Eingang bildet ein kielbogiger Iwan. Angedeutete Bögen schmücken die flächigen Außenwände. Indische Einflüsse offenbaren sich aber auch hier in den konsolengestützten Traufkanten, den Zierbalkonen am Portalbau sowie den Chattris auf den beiden Türmen, die die Extrempunkte des Palastes hervorheben.
Wie in der Sakralarchitektur, vollzog sich unter Großmogul Shah Jahan im zweiten Viertel des 17. Jahrhunderts auch am Palast der Übergang vom roten Sandstein zum weißen Marmor als bevorzugtes Baumaterial. Zudem kamen islamische Formen wieder stärker zur Geltung. So wurde von den Palästen Fatehpur Sikris zwar der offene Stützenpavillon als Bauform beibehalten, aber an die Stelle ausladender Konsolen traten nun Zackenbögen. Auch der in Fatehpur Sikri praktizierte spielerische Umgang mit Raumaufteilung und Geometrie wich an Achsenkreuzen orientierten Hofanordnungen und einer strengen Symmetrie. Neben Flachdächern wie beim Diwan-i-Am und Diwan-i-Khas in Delhi, beim Diwan-i-Khas in Lahore (Punjab, Pakistan) oder beim Anguri-Bagh-Pavillon in Agra finden sich konvex gekrümmte Dächer bengalischer Bauart, beispielsweise am Naulakha-Pavillon in Lahore. In der zweiten Hälfte des 17. Jahrhunderts hörte die Palastbaukunst der Moguln auf.

## Städtebau und Stadtarchitektur

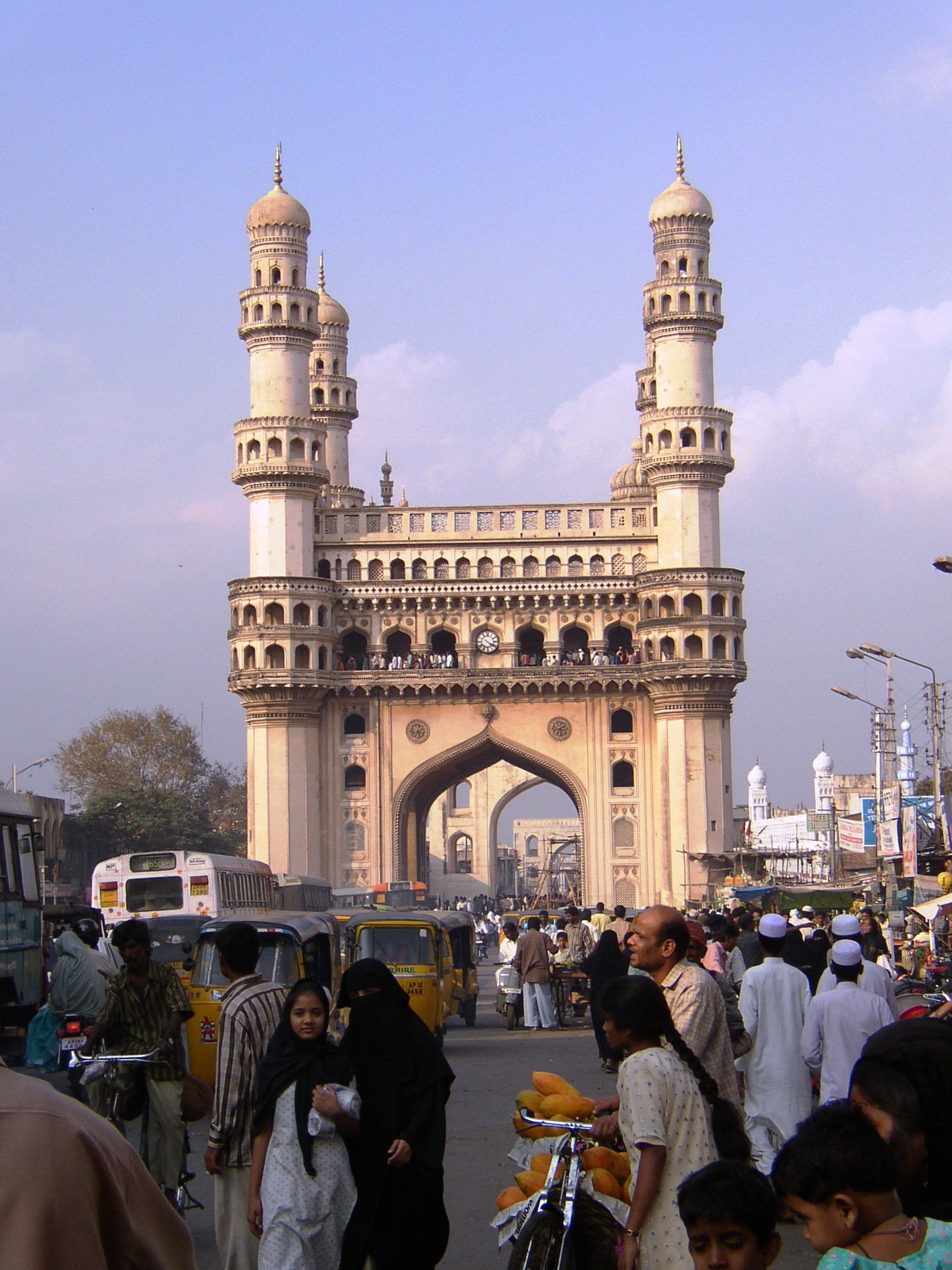
Von den vier Torbögen des zentral gelegenen Charminar (spätes 16. Jh.) in Hyderabad (Telangana, Südostindien) gehen zwei große Straßenachsen aus, welche die Stadt in vier Teile gliedern, vergleichbar dem viergeteilten Paradiesgarten im Islam.

Während hinduistische Städtebauer ihren Gründungen im Idealfall einen strengen, an den Himmelsrichtungen orientierten Rasterplan zugrunde legten, so in Jaipur (Rajasthan, Nordwestindien), weisen islamische Stadtgründungen in der Regel nur wenige besondere Ordnungsprinzipien auf. Zumeist beschränkten sich muslimische Städteplaner auf die Zuordnung von Gebäuden zu funktionalen Einheiten; den Verlauf der Straßen überließen sie dem Zufall. Dennoch ist vielen indo-islamischen Planstädten zumindest ein zentrales Achsenkreuz gemeinsam, das die ummauerte Stadt in vier Teile gliedert – eine Anspielung auf die islamische Vorstellung des viergeteilten Paradiesgartens. Im Gegensatz zu seinem hinduistischen Pendant liegt das Achsenkreuz aber nicht zwangsläufig in Ost-West- bzw. Nord-Süd-Richtung, sondern kann, wie in Bidar (Karnataka, Südwestindien) und Hyderabad (Telangana, Südostindien), in Richtung Mekka weisend verschoben sein. Am Schnittpunkt der beiden großen Straßenachsen befindet sich typischerweise ein markantes Bauwerk, das einerseits praktische Zwecke erfüllt, etwa als Wachturm oder zentrale Moschee, aber auch eine symbolische Mittelpunktsfunktion hat. Beispiel für einen solchen Mittelpunktsbau ist das im späten 16. Jahrhundert errichtete Charminar in Hyderabad, ein viertürmiger Torbau, der im Obergeschoss eine Moschee beherbergt und zum Wahrzeichen der Stadt wurde. Seine vier Torbögen weisen in die vier Richtungen des Straßenkreuzes.
Unter den städtischen Wohnbauten indo-islamischer Bauart ragen die Havelis Nordwestindiens heraus, Häuser reicher Kaufleute, Adliger und Beamter, die den regionalen Palaststil imitieren. Große Havelis haben drei oder vier Stockwerke, die über enge Wendeltreppen miteinander verbunden sind, und eine Dachterrasse. Auf einem Sockel stehend, sind die Havelis von der Straße her über Stufen zugänglich. An einen öffentlichen Empfangsraum im vorderen Bereich schließen sich die privaten Wohnräume an, die sich in Veranden und überdachten Balkons (Jarokas) zu einem oder mehreren schattigen Innenhöfen öffnen. Auch die Straßenfassaden besitzen Jarokas und Fenster mit ornamental gearbeiteten Jali-Gittern, die als Blickschutz und Windbrecher dienen. Im Inneren sind die Havelis oft aufwändig bemalt. Besonders viele Havelis haben sich in Rajasthan erhalten. Je nach dem lokal üblichen Dekorstil und Baumaterial, meist Sandstein, bilden sie in historischen Städten wie Jaisalmer, Jaipur und Jodhpur sowie in den Städten der Landschaft Shekhawati einheitliche Straßenzüge. Die kleineren, schlichteren Havelis der weniger wohlhabenden Bevölkerung sind oft weiß getüncht.